# Mont Sacré d'Orta

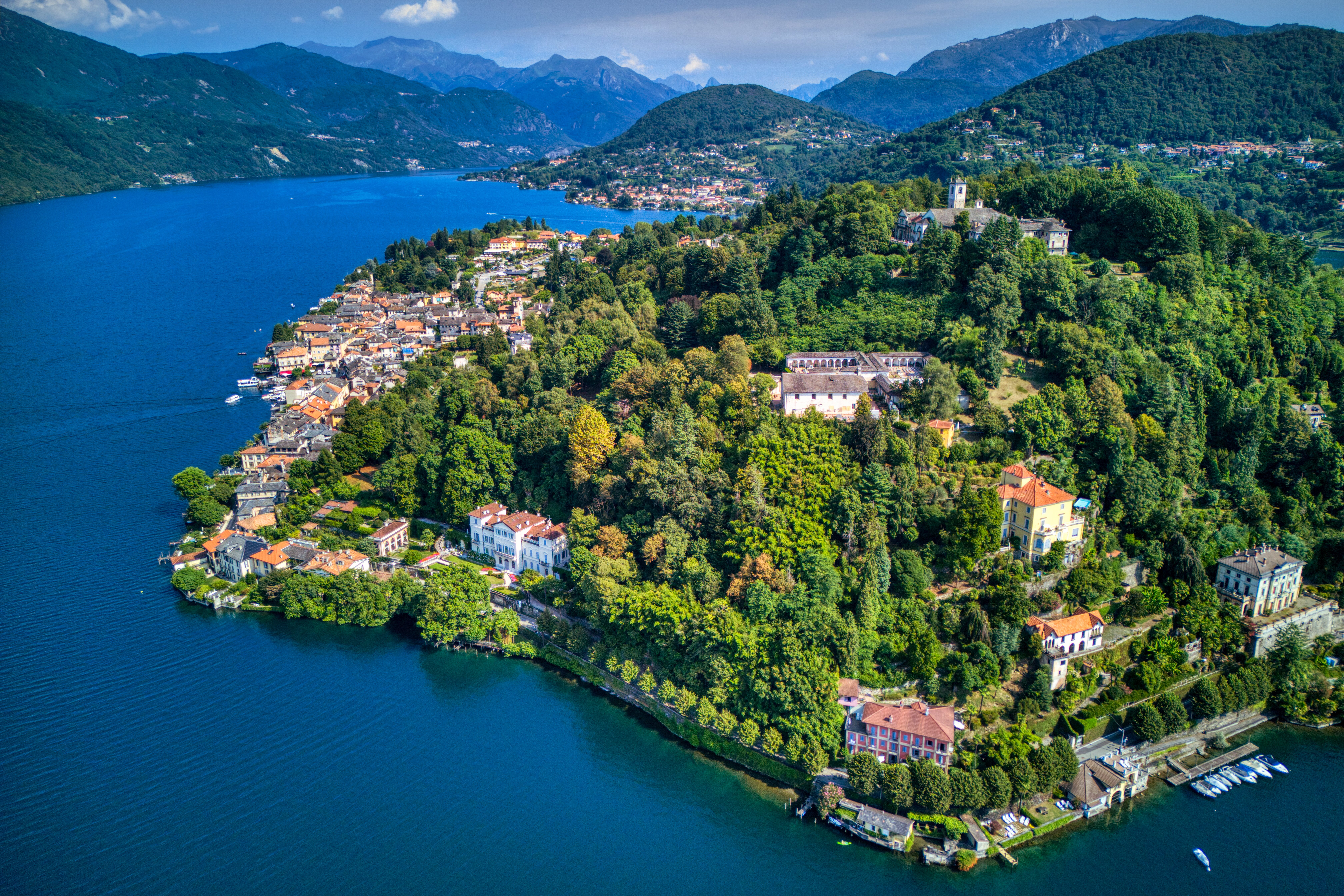
Le Mont Sacré d’Orta se trouve sur un sommet qui domine le lac d'Orta

Le Mont Sacré d’Orta se trouve sur un sommet qui domine le lac d'Orta en Piémont dans la province de Novare en Italie du Nord, à une altitude de 400 mètres environ.
Certainement le col fut choisi pour sa position naturelle idéale, ayant de splendides vues panoramiques sur Orta San Giulio et son lac. Le Mont fut construit peu de temps après le proche Mont Sacré de Varallo, à partir de la fin du XVIe siècle, sur une initiative de la Communauté d’Orta et de l’abbé Amico Canobio de Novare.
Il fut édifié près de l’église Saint-Nicolas préexistante, un ancien lieu de culte où était vénérée une statue du XVe siècle de la Madone de la Pietà. Les vingt chapelles qui se succèdent sur un itinéraire en spirale et s’élèvent progressivement, narrent la vie de saint François, suiveur du Christ, de sa naissance jusqu'à sa canonisation.
Dans chacune des chapelles, recouvertes de dalles de pierres (gneiss micacé), est représenté un moment significatif de la vie du saint, avec de belles fresques et sculptures en terre cuite. Le parcours artistique est entouré d’une riche végétation, savamment disposée, qui devait guider le pèlerin le long de l’itinéraire sacré et lui offrir des haltes pour se recueillir ou se reposer à l’ombre d’un arbre.
Le site du Mont sacré est recouvert de bois de latifoliés, et au-dessus du lac, ceux-ci ont envahi en grande partie les anciens étagements utilisés comme prés ou vergers.
En 1980, la région du Piémont reconnaissant la valeur inestimable de ces chapelles, du parcours de dévotion et de l’environnement naturel, a décidé de protéger le Mont. L’institution de la Réserve naturelle du Mont Sacré d’Orta permet aujourd’hui de préserver et de valoriser son patrimoine historique, religieux et forestier.
Le Mont Sacré est une étape du chemin Au cœur des chemins d'Europe. Par ailleurs, le Mont Sacré (et plus généralement les "Sacri Monti du Piémont et de la Lombardie") est classé au patrimoine mondial de l'Unesco depuis 2003.

## Histoire

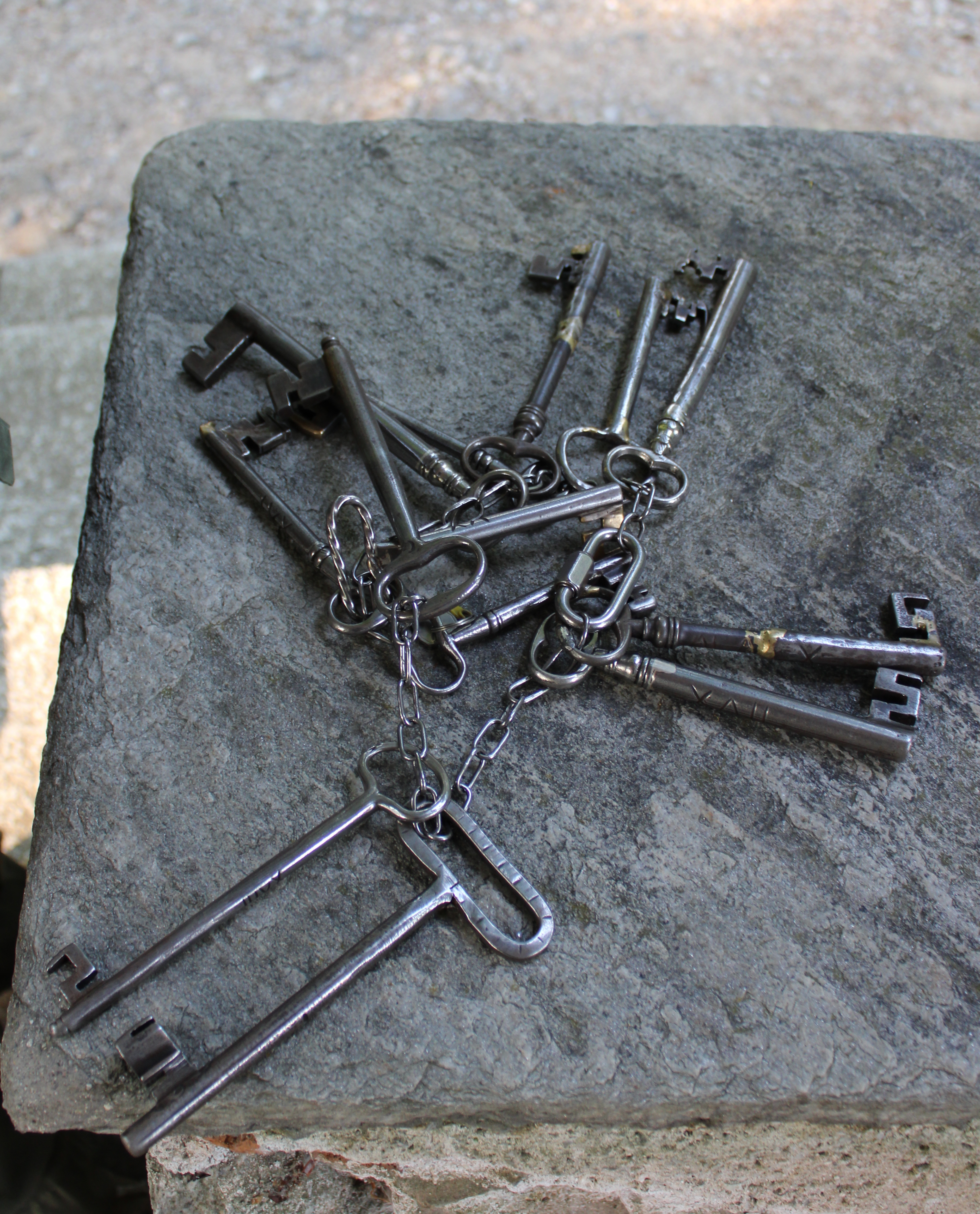
Les clés des portes des chapelles.

La construction du couvent débuta en 1590, celui-ci devait, selon la volonté du Cardinal Charles Borromée et de l’abbé Amico Canobio de Novare, accueillir une communauté de Franciscains capucins, et des chapelles dédiées à la vie de saint François. L’idée était née de cette communauté de Franciscains qui depuis cinquante ans vénérait sur le Mont une statue de la Madone de la Pietà datant du XVe siècle, mais l’impulsion définitive fut donnée par l’abbé Amico Canobio de Novara.
Le projet qui en 1583 prévoyait trente-six chapelles articulées le long d’un itinéraire en spirale longeant la côte du promontoire, fut confié au père capucin Cleto da Castelletto Ticino. La construction du Mont Sacré fut suivie de près par l’évêque Carlo Bascapé de Novare qui était convaincu de la grande importance du Mont pour instruire les croyants. Il vérifia et corrigea personnellement le projet, en cherchant à rendre le parcours plus praticable ; il soigna aussi la présentation logique des épisodes racontés. L’évêque fit don de la troisième chapelle, dédiée au « renoncement des biens de François au profit de l’évêque ». À cette série de travaux, caractérisée par des solutions architecturales inspirées de la fin de la Renaissance, participèrent des artistes confirmés de Milan et de Novara.
À partir du milieu du XVIIe siècle, le parcours sacré connut un profond changement, en effet il fut reproposé sous forme d’un spectacle baroque éclatant. Dionigi Bussola fut le protagoniste de cette période. Ce sculpteur rénova profondément la disposition des groupes sculptés. Entre le spectateur et la scène, il remplaça les anciens barreaux de bois par des grilles plus fines en fer battu. Au XVIIIe siècle, l’architecture du Mont Sacré fut influencée par un nouveau goût pour le rococo, auquel succéda le modèle néo-classique.

## Images

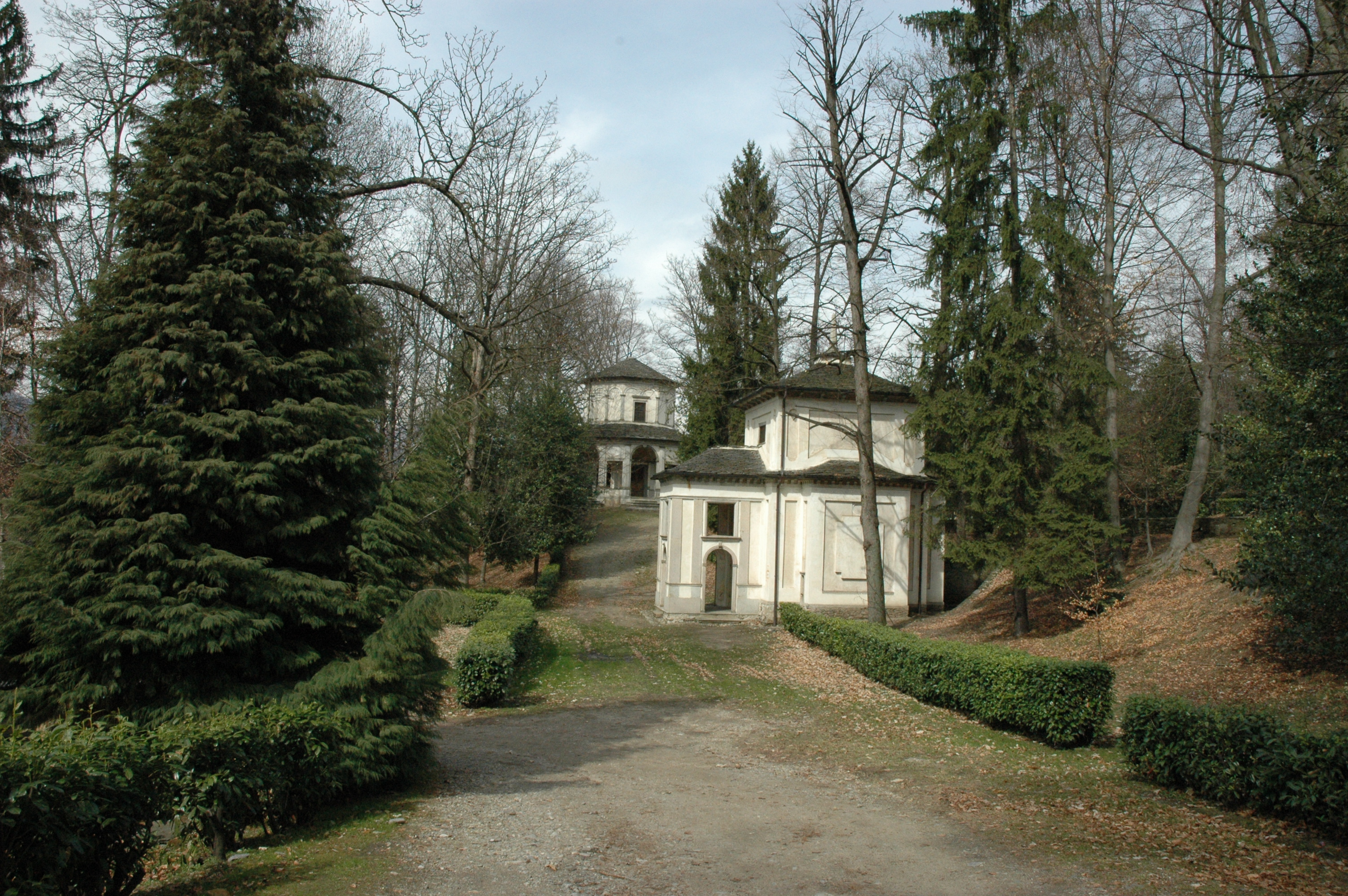
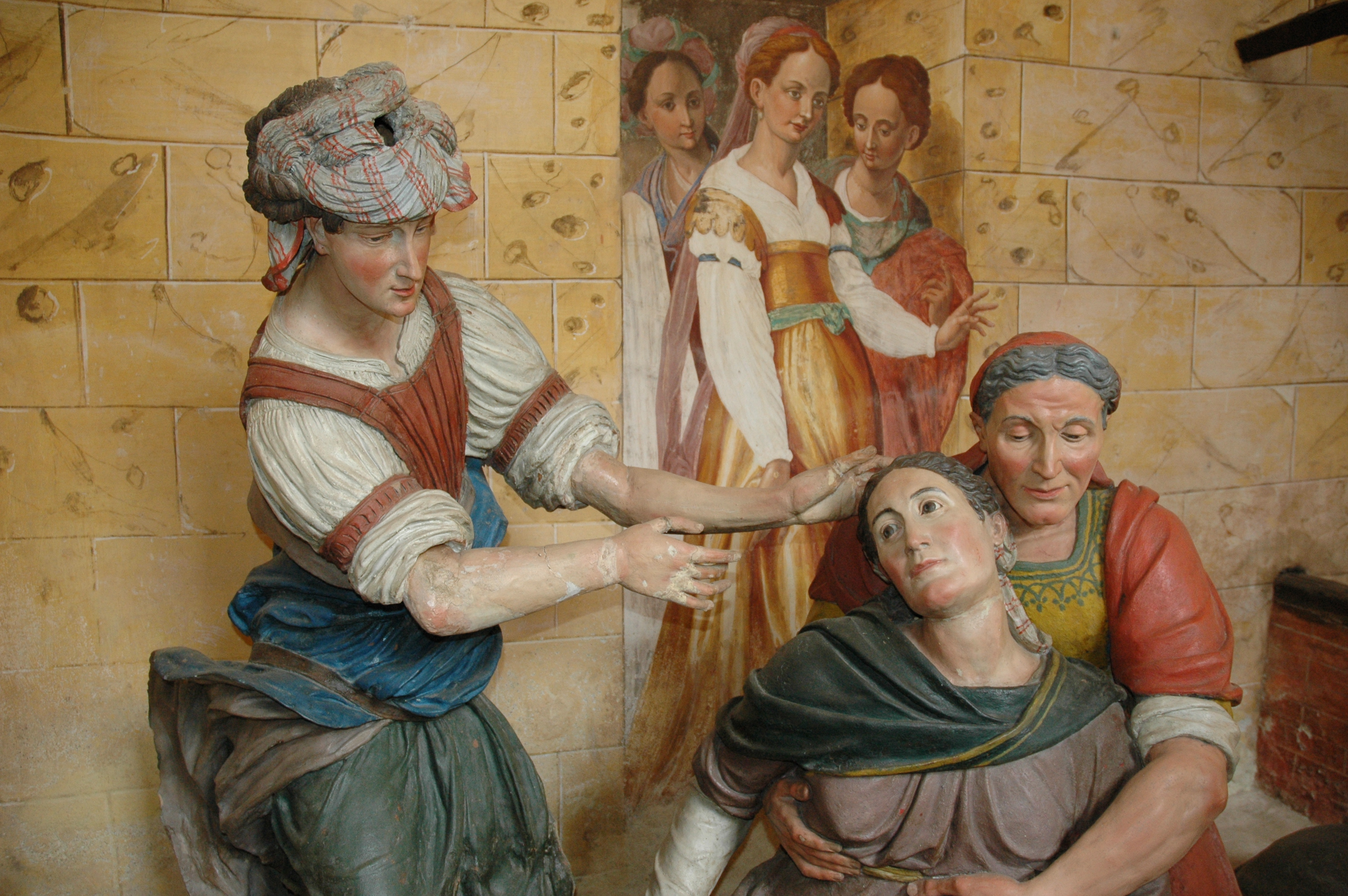
Cristoforo Prestinari, Chapelle I, La naissance de Saint François, vers 1605.
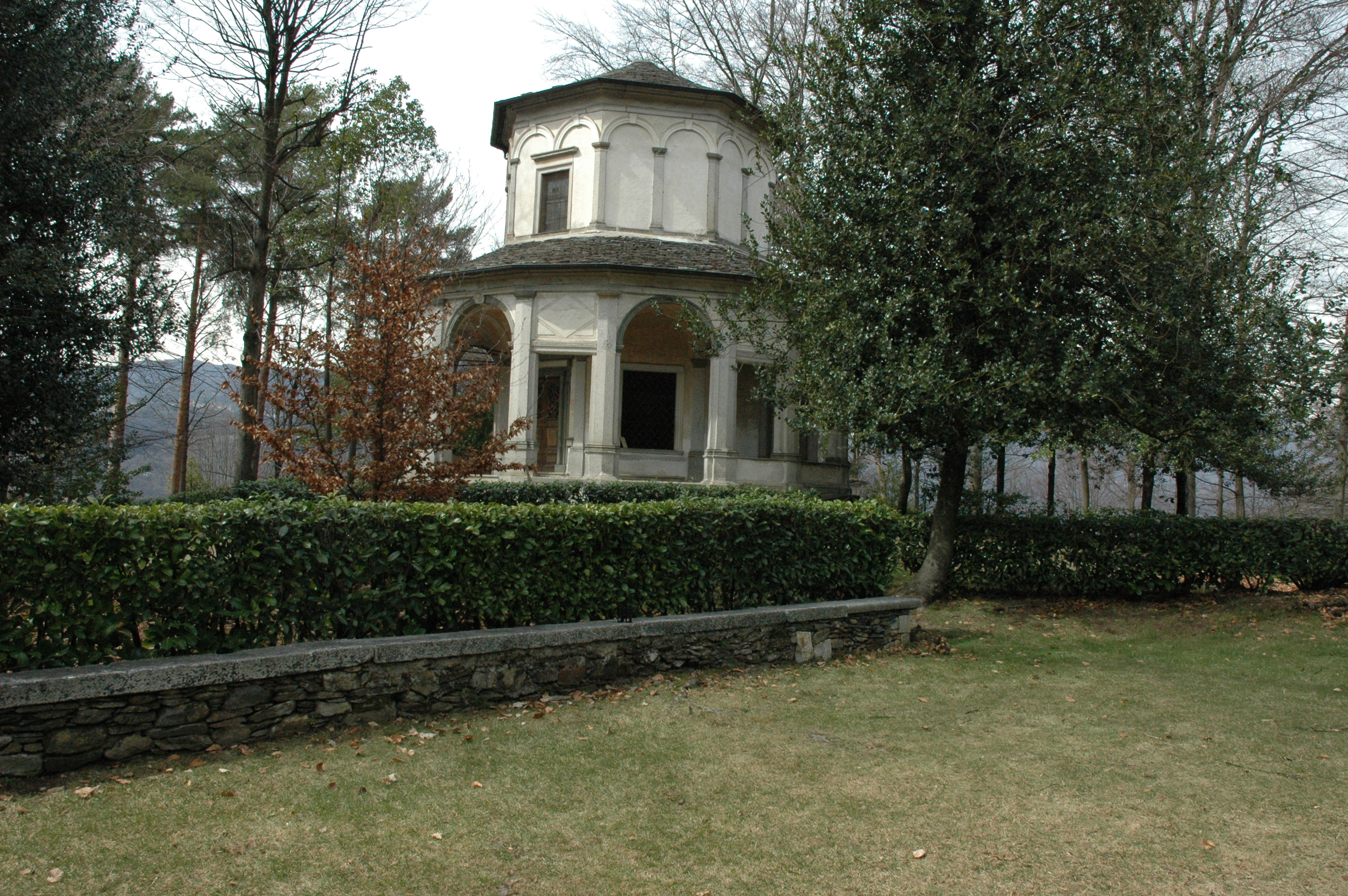
Chapelle n°8

### Les 20 chapelles

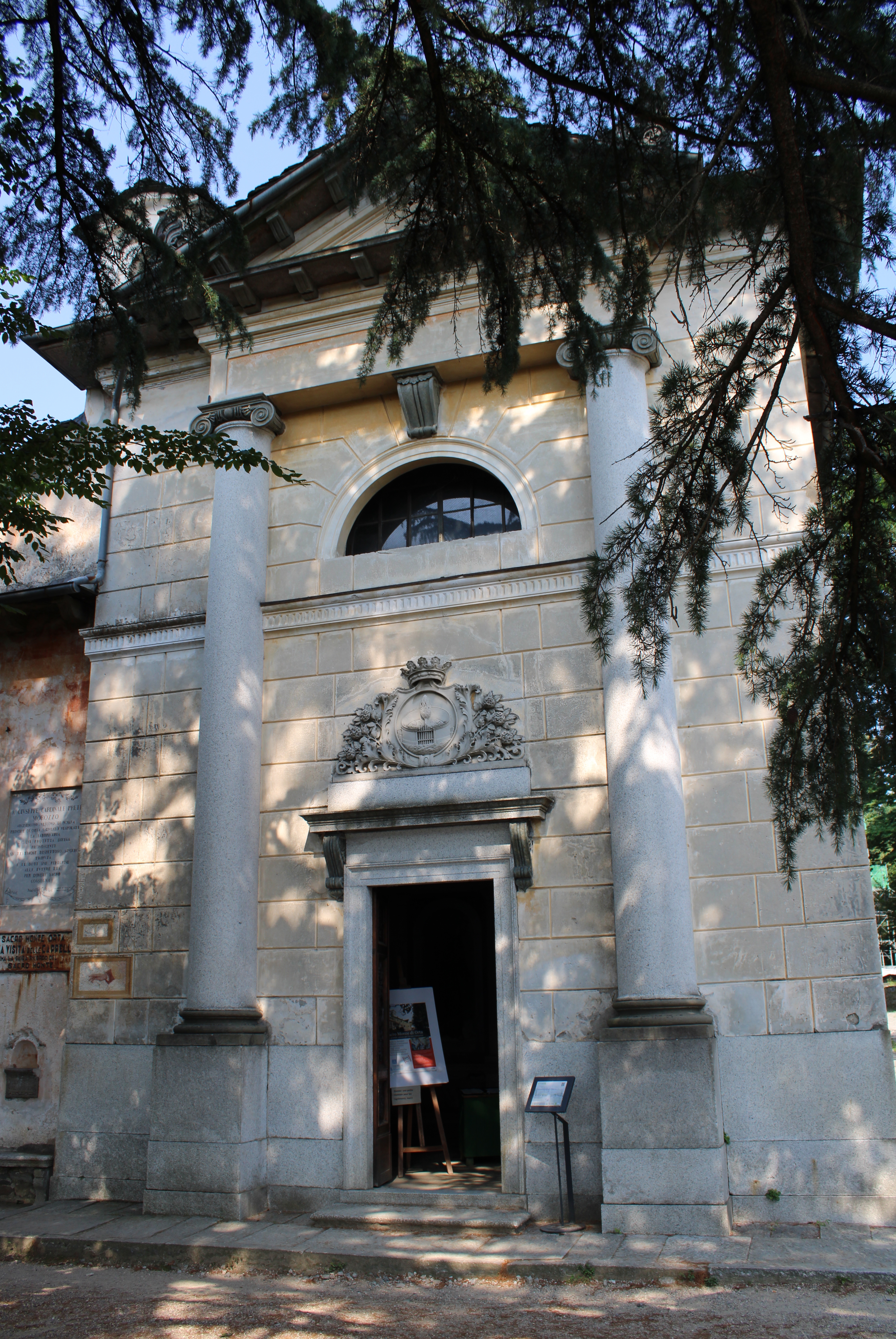
Chapelle I.
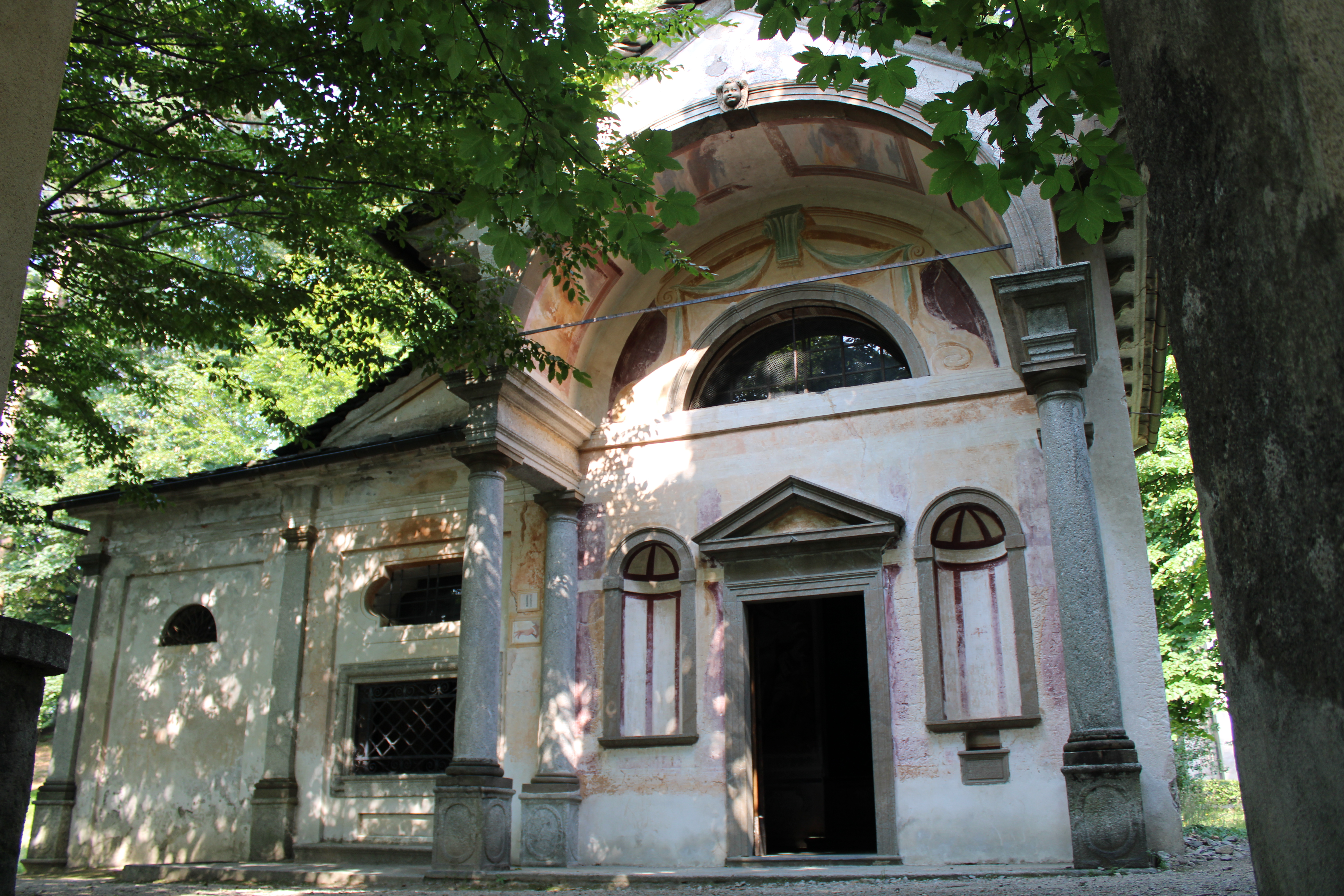
Chapelle II.
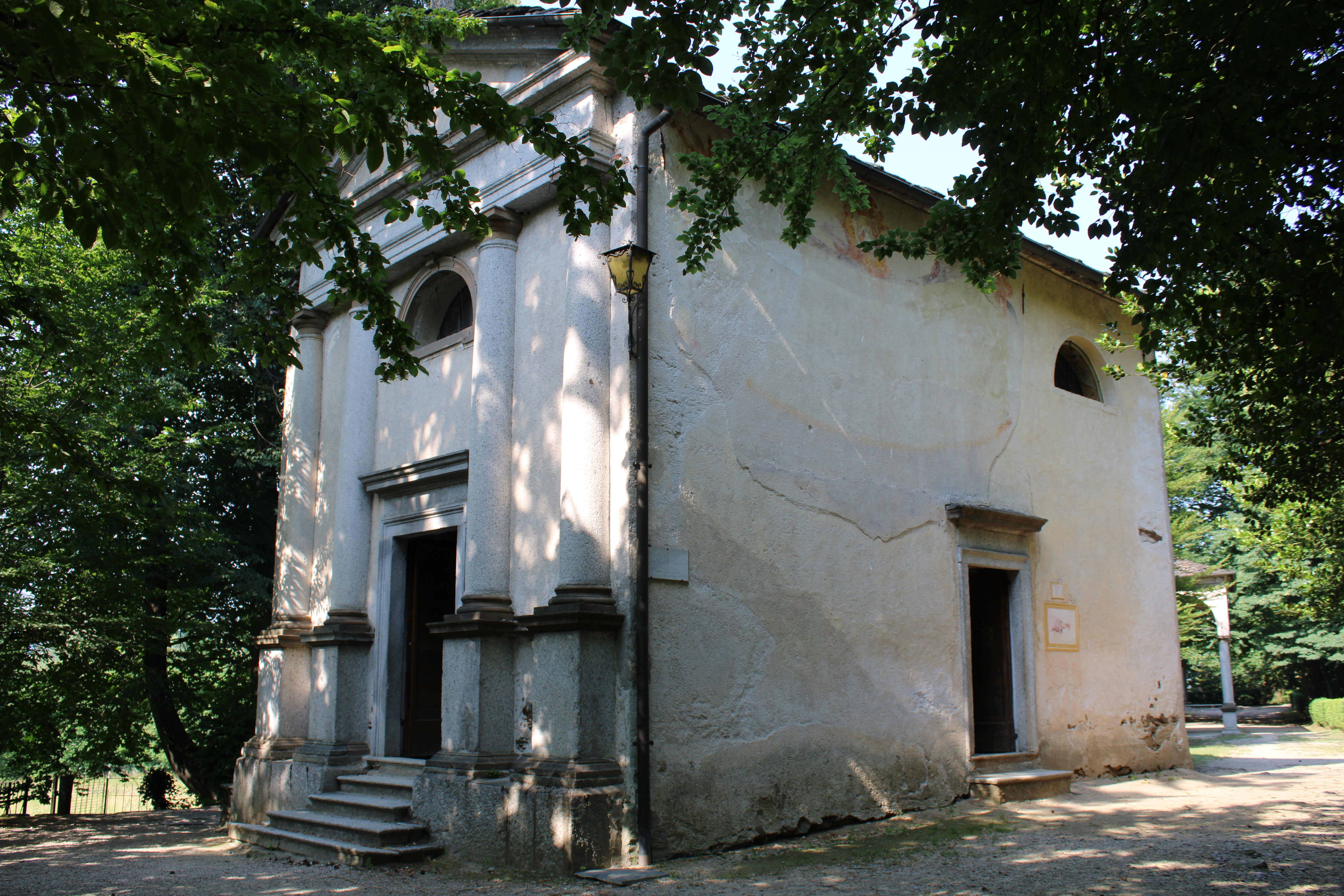
Chapelle III.
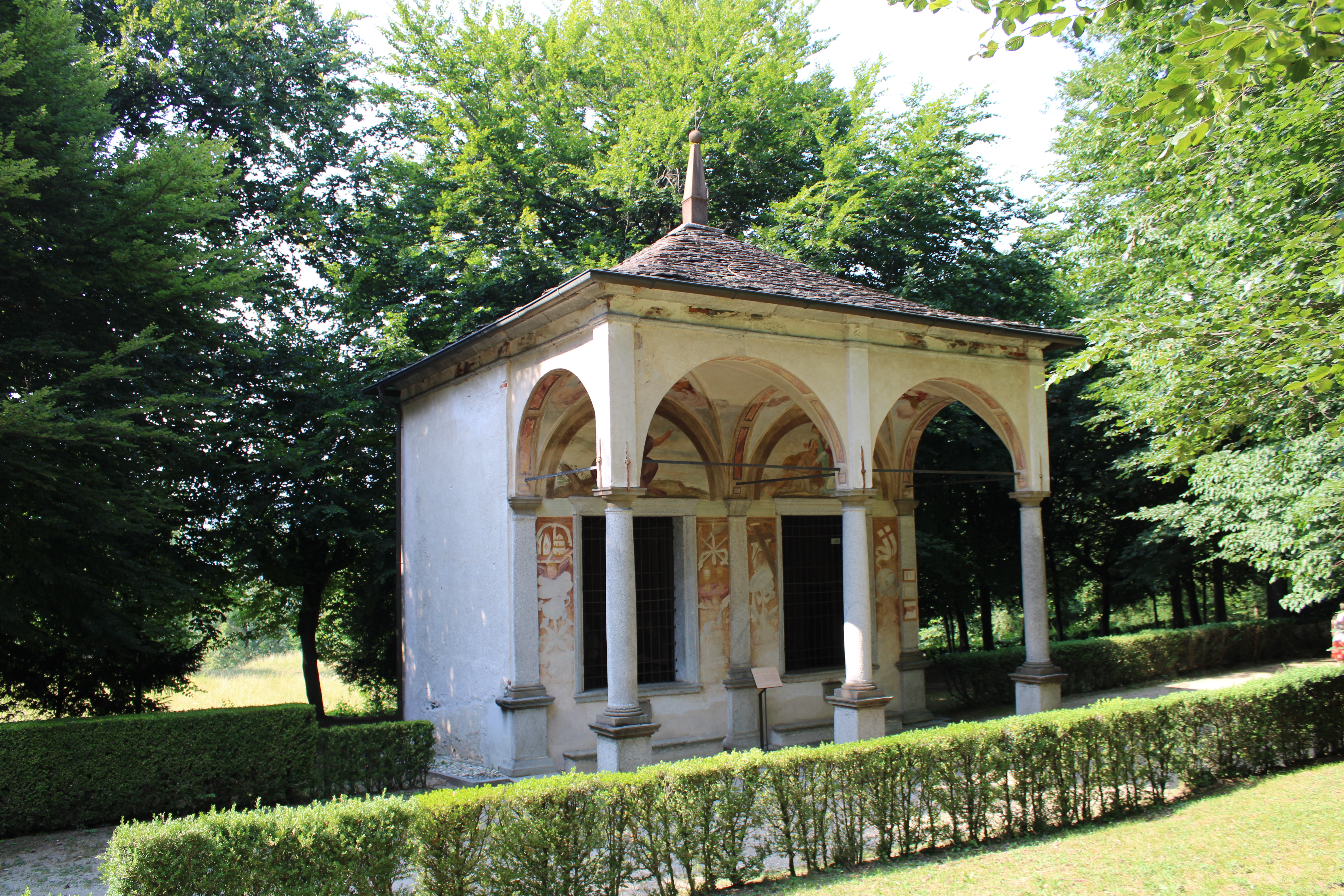
Chapelle IV.
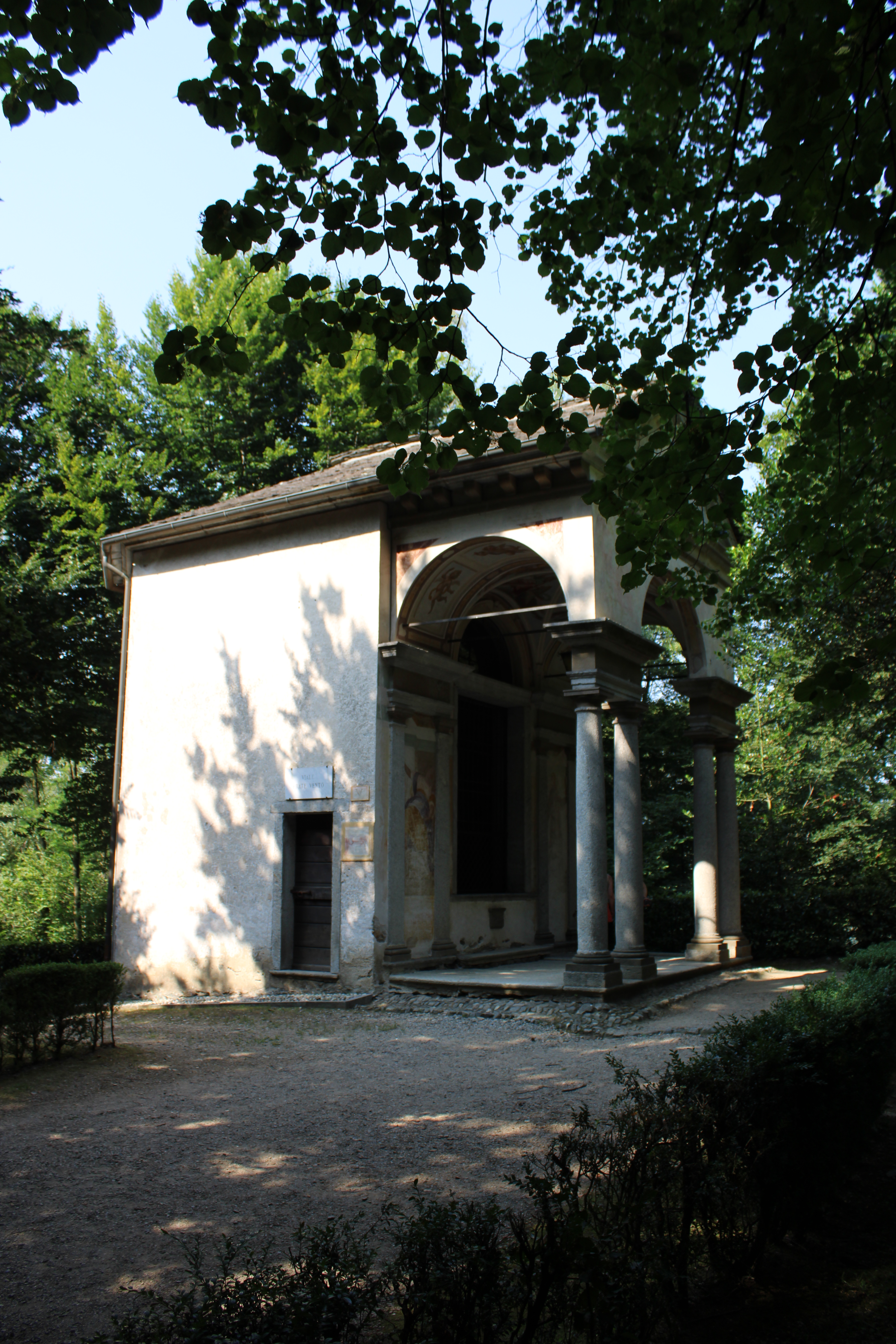
Chapelle V.
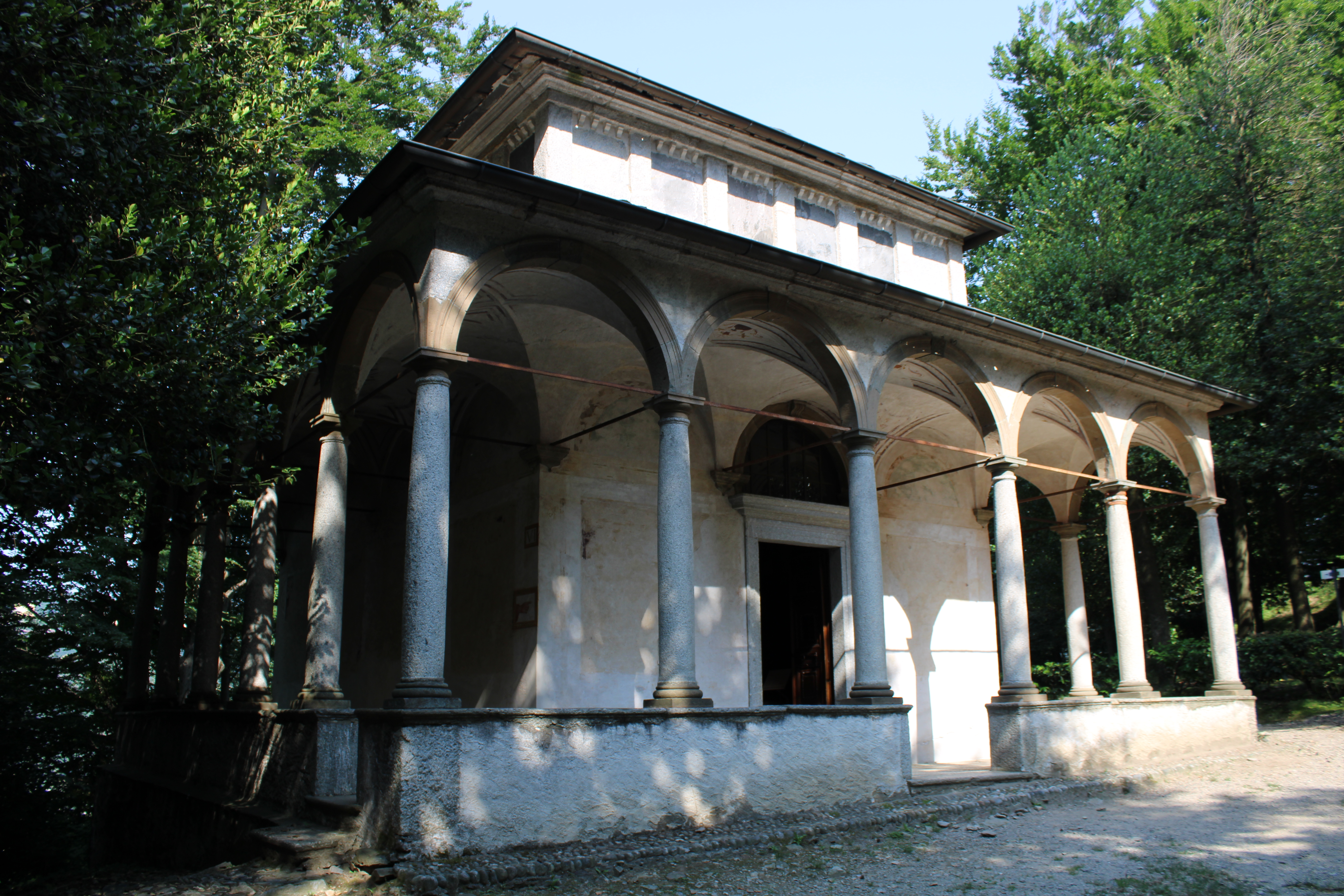
Chapelle VI.
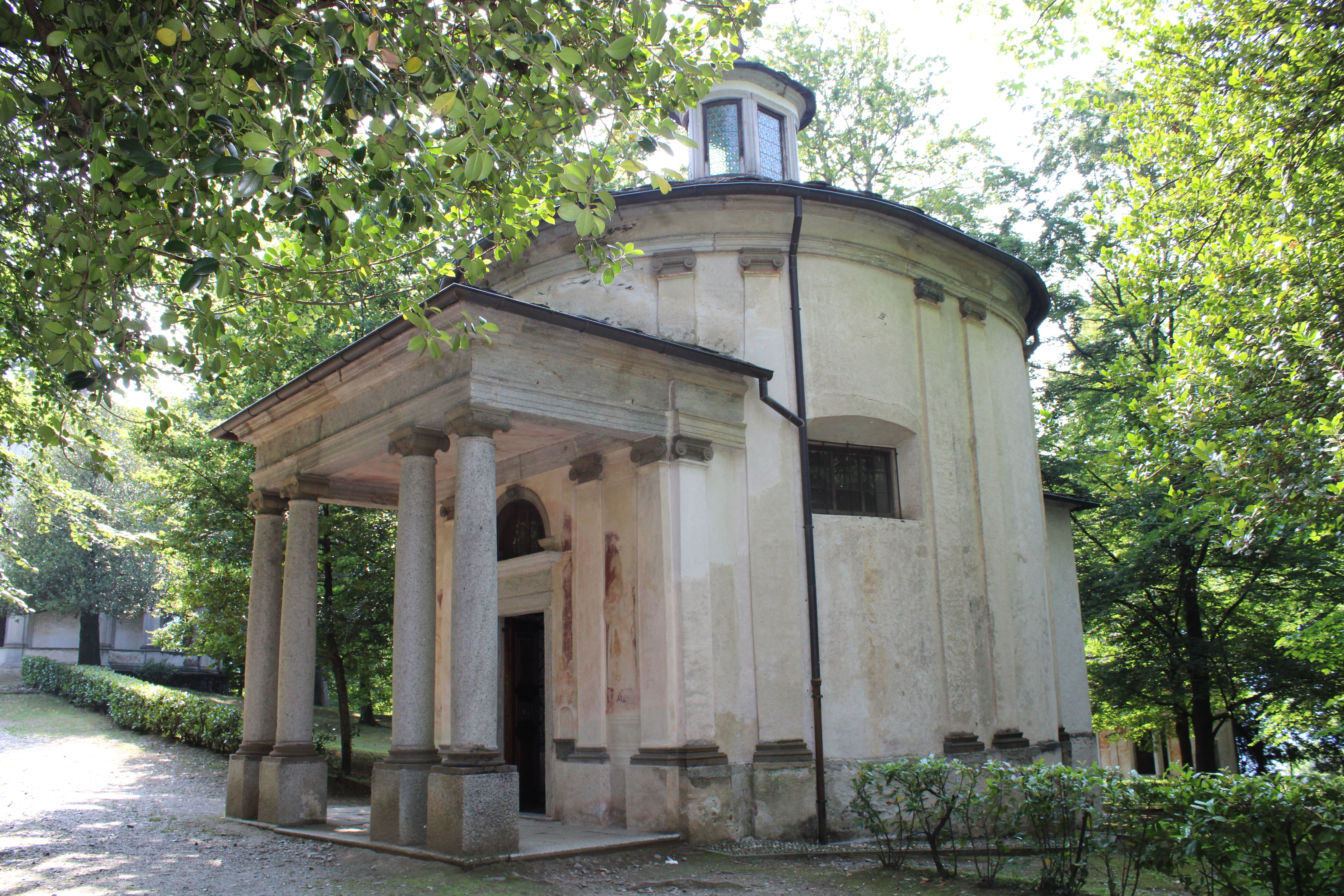
Chapelle VII.
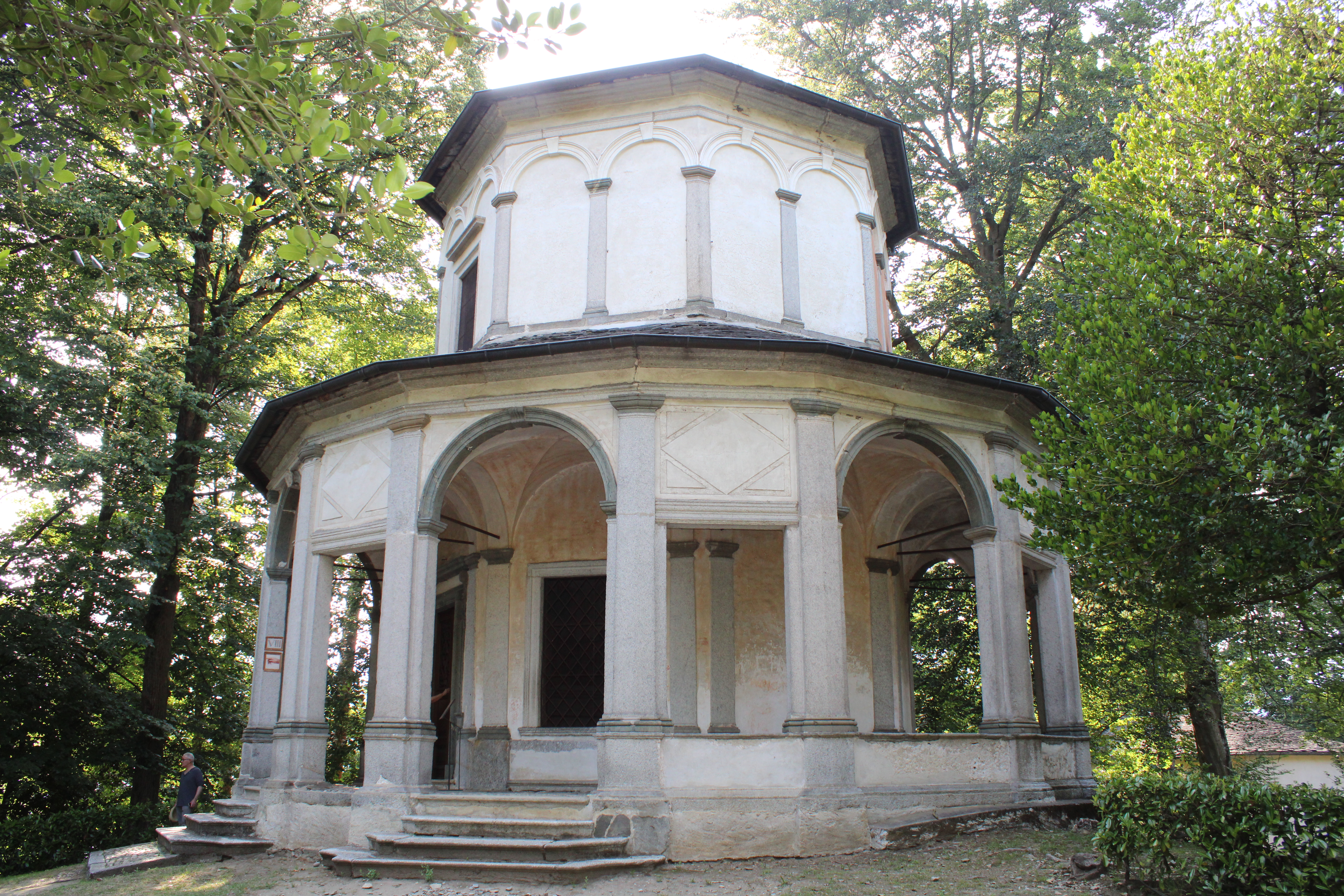
Chapelle VIII.
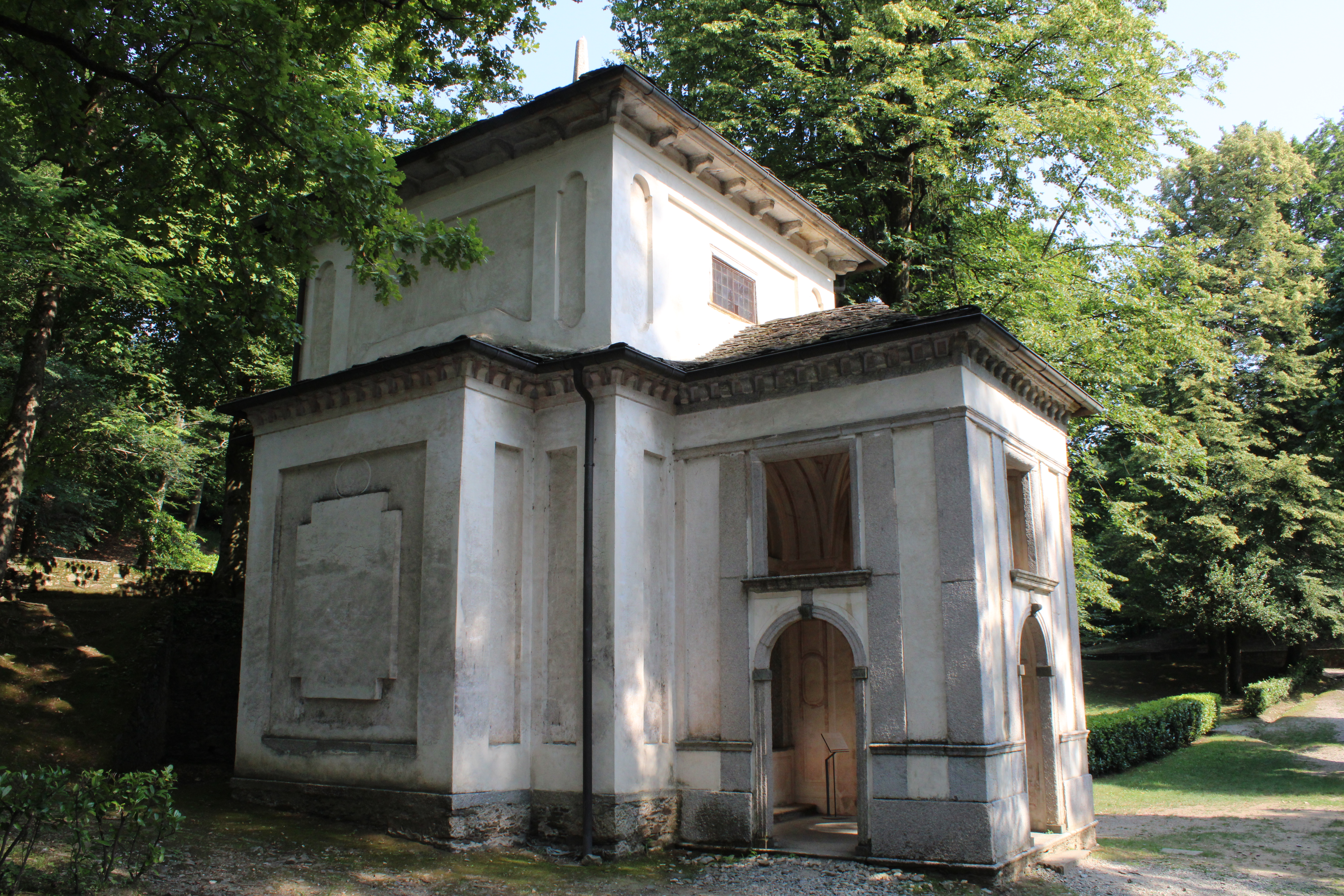
Chapelle IX.
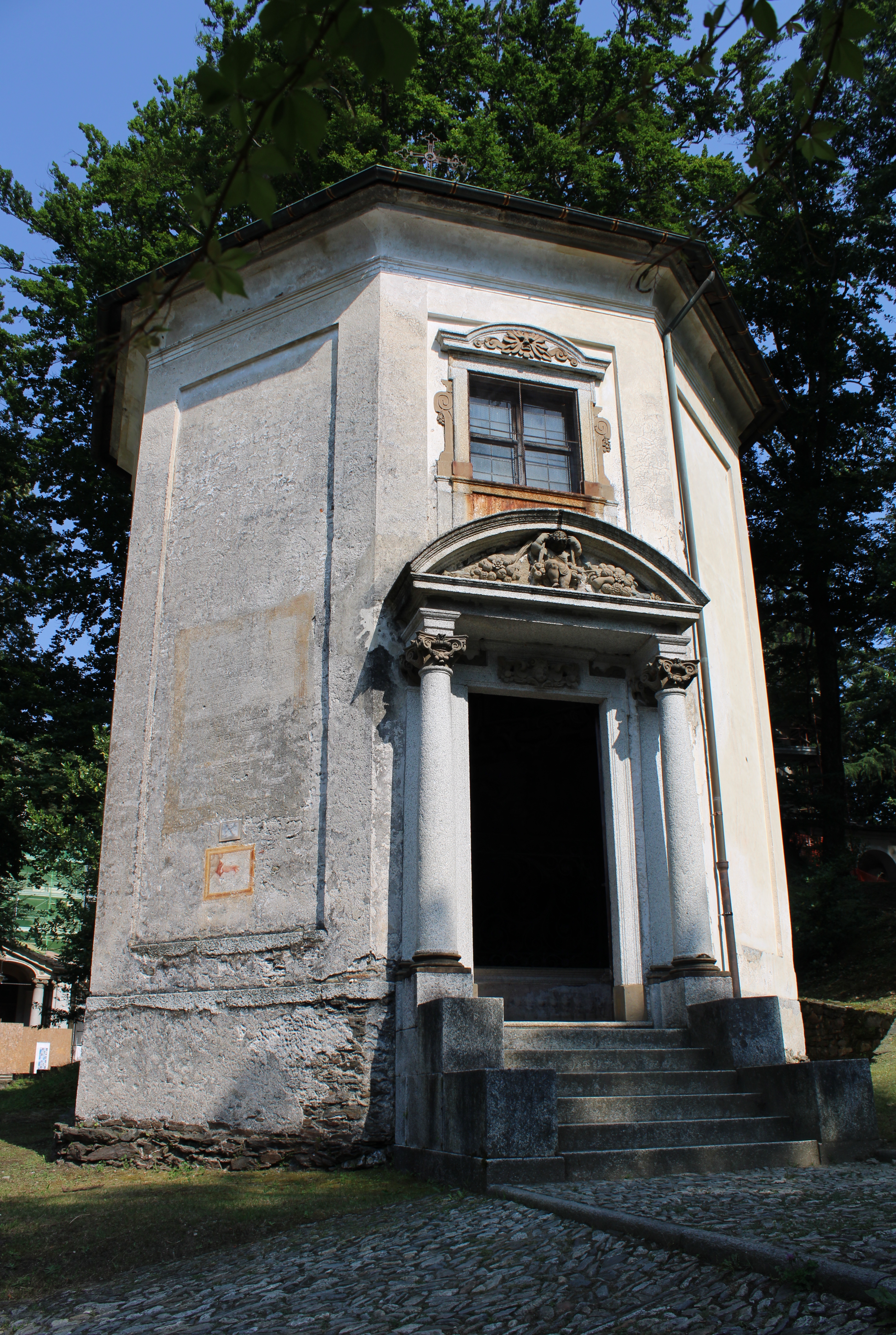
Chapelle X.
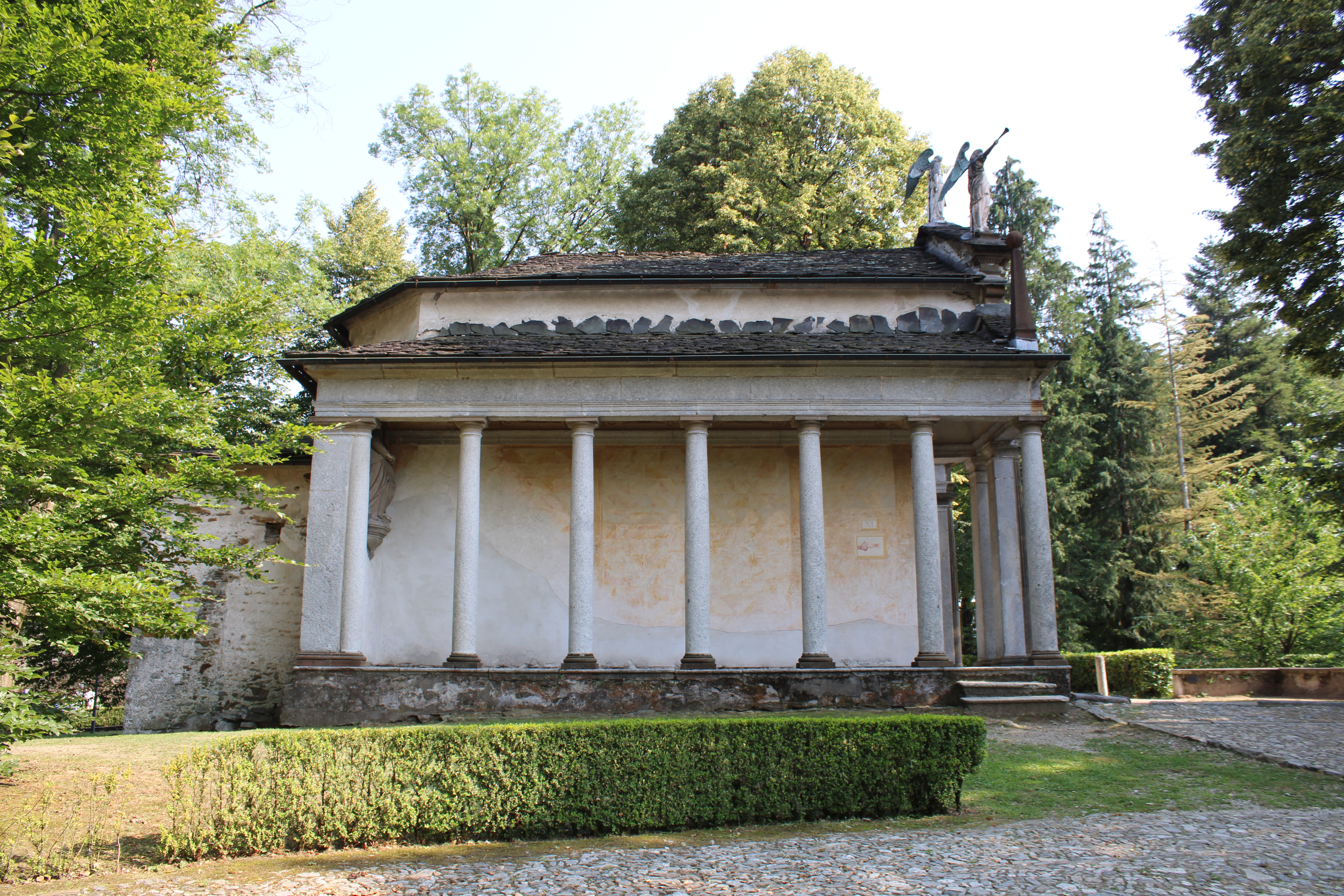
Chapelle XI.
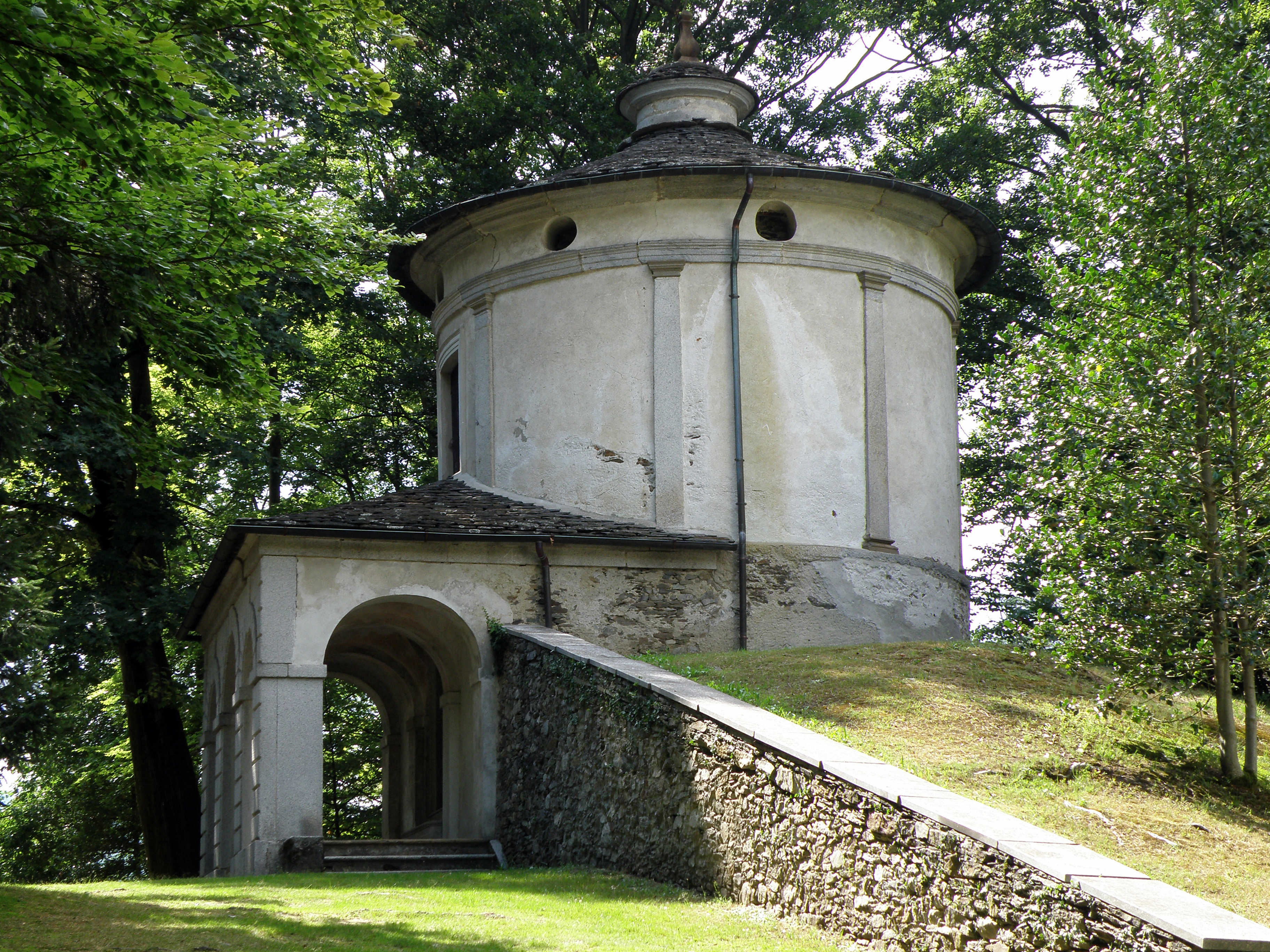
Chapelle XII.
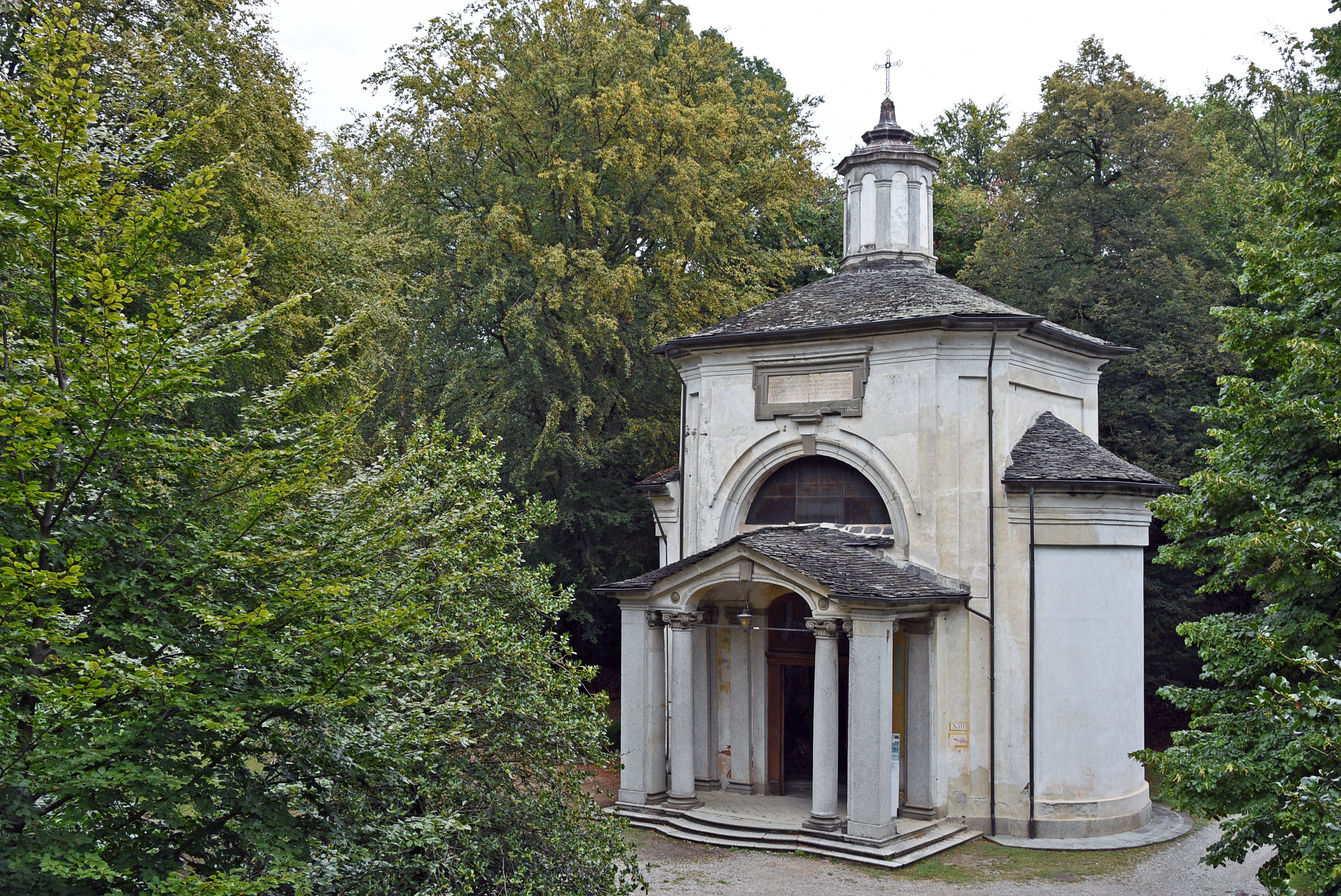
Chapelle XIII.
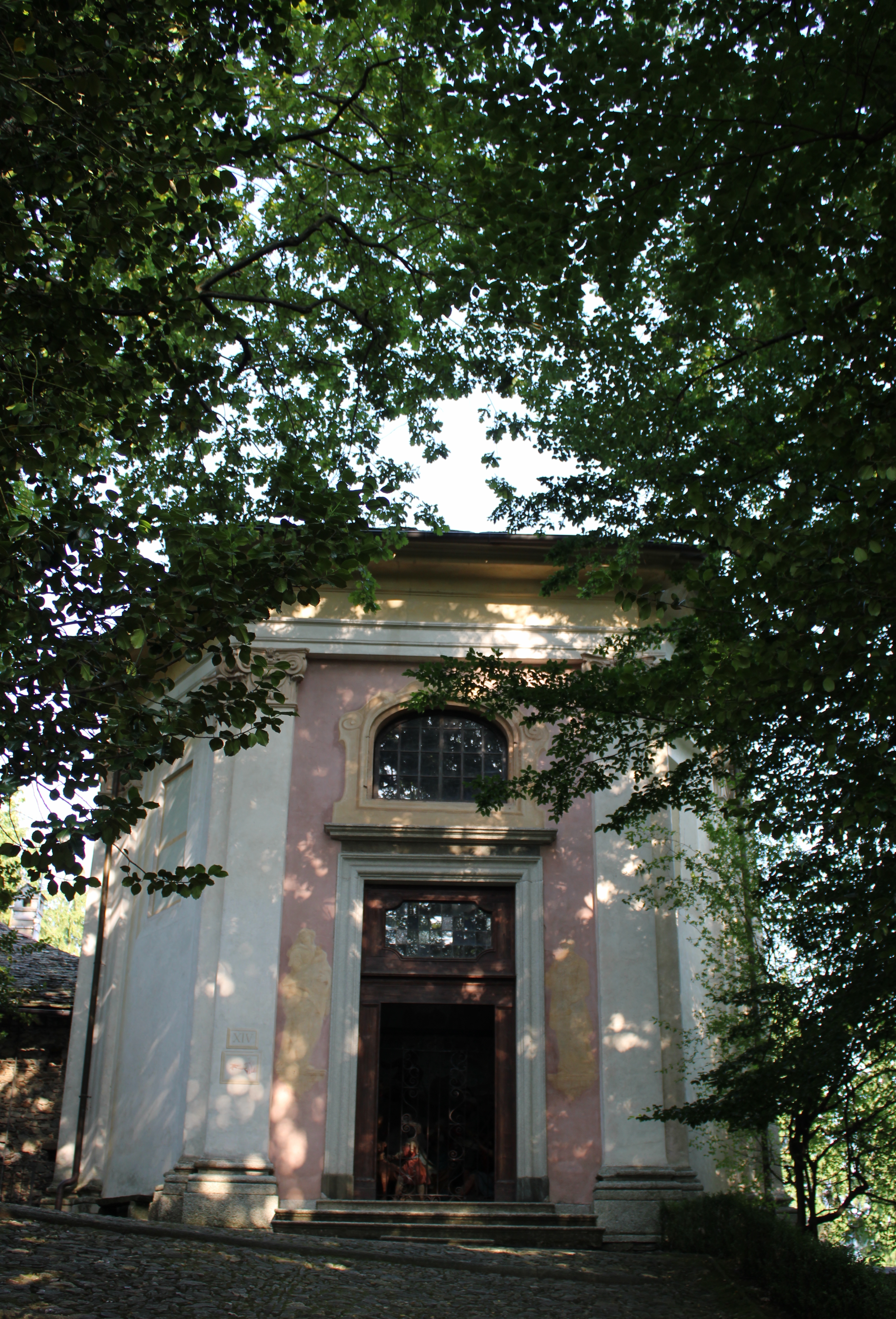
Chapelle XIV.
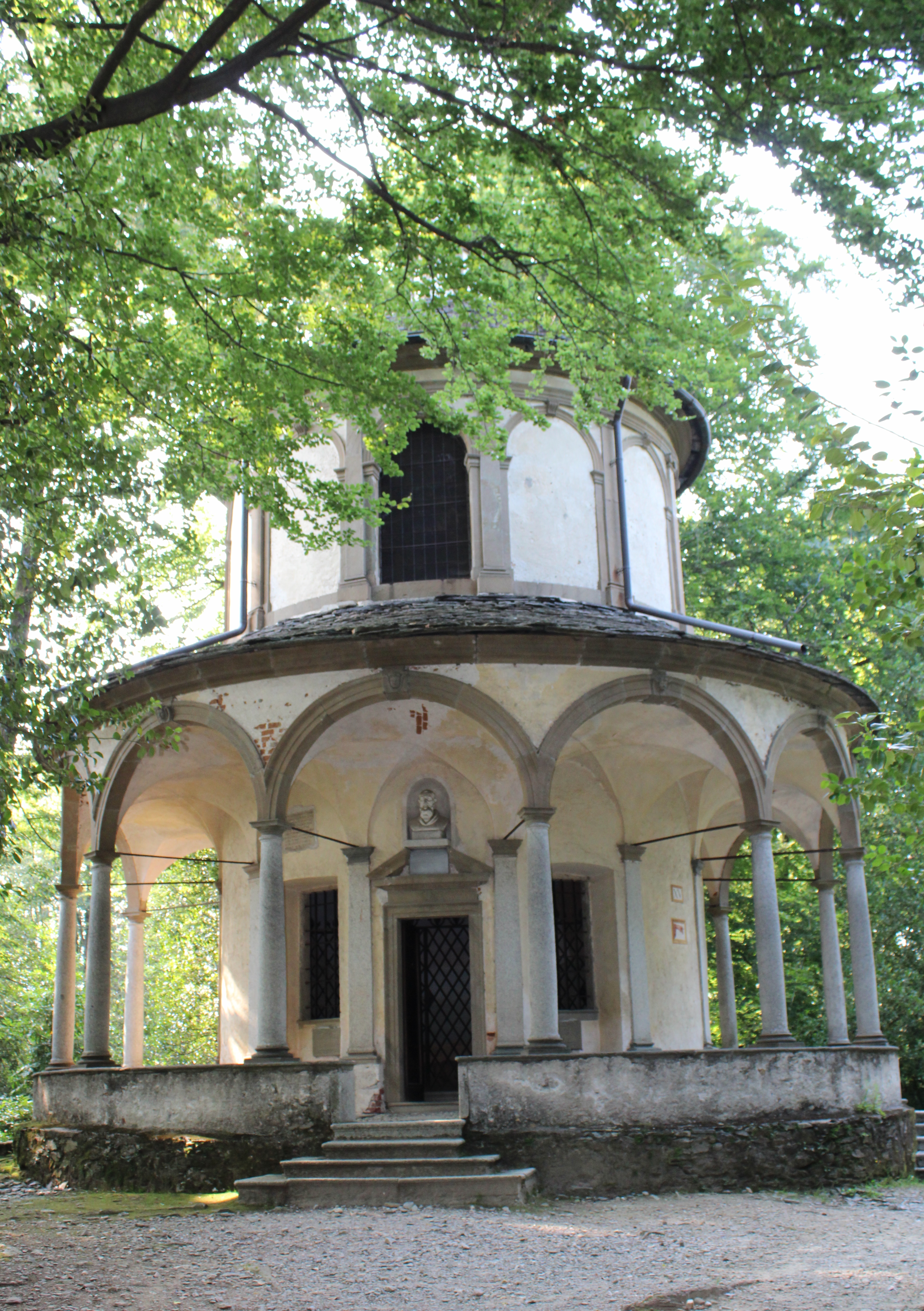
Chapelle XV.
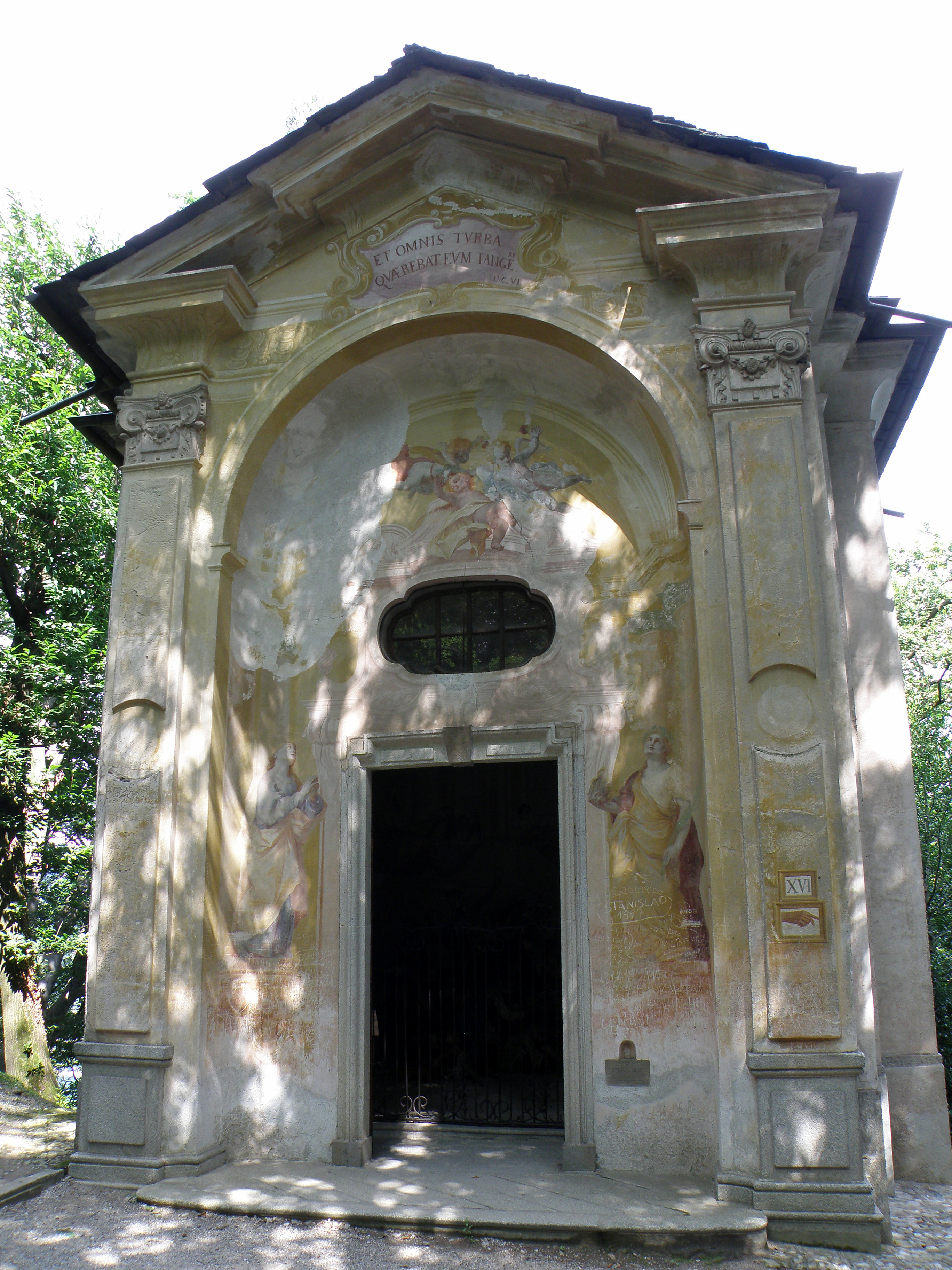
Chapelle XVI.
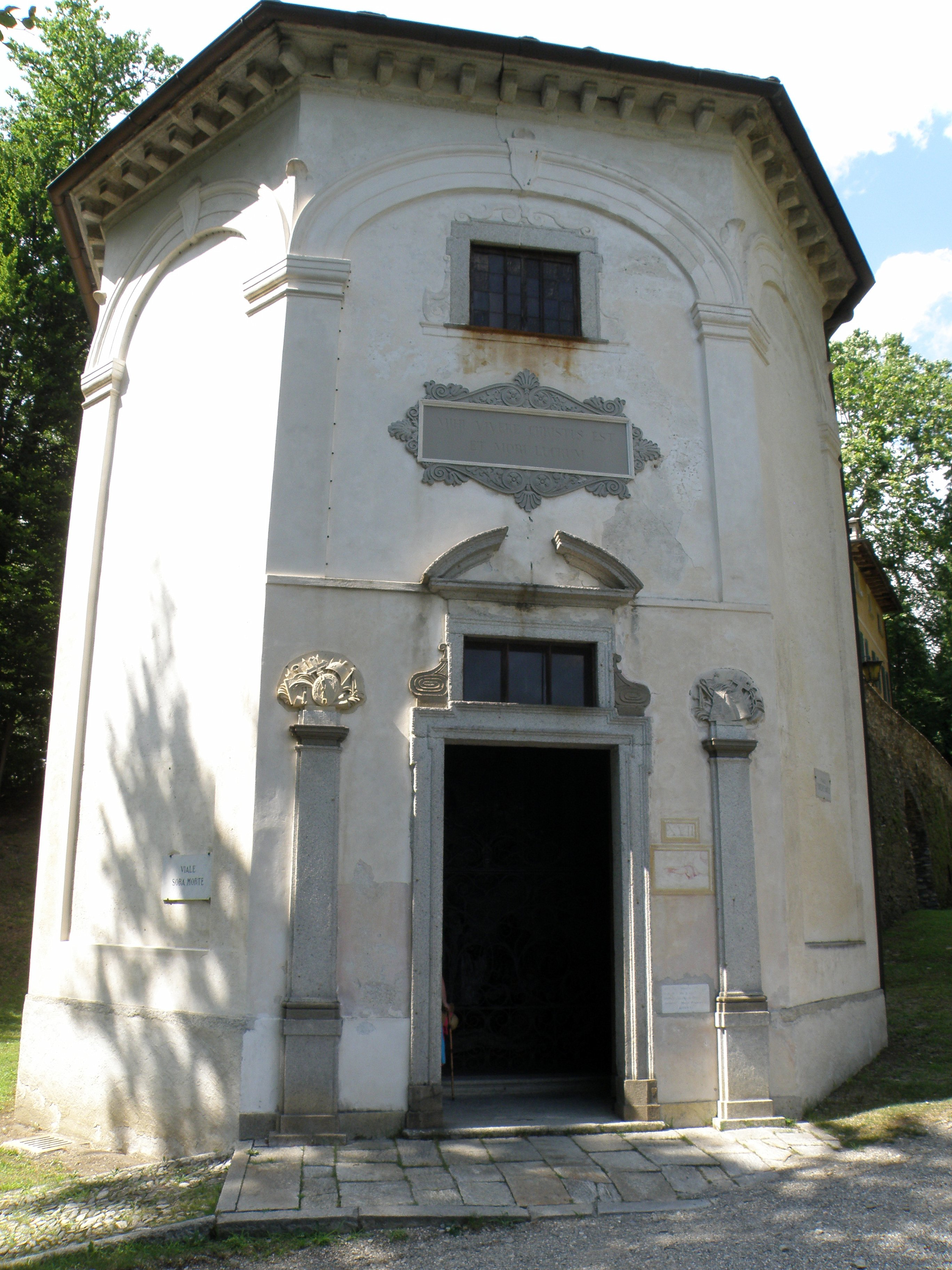
Chapelle XVII.
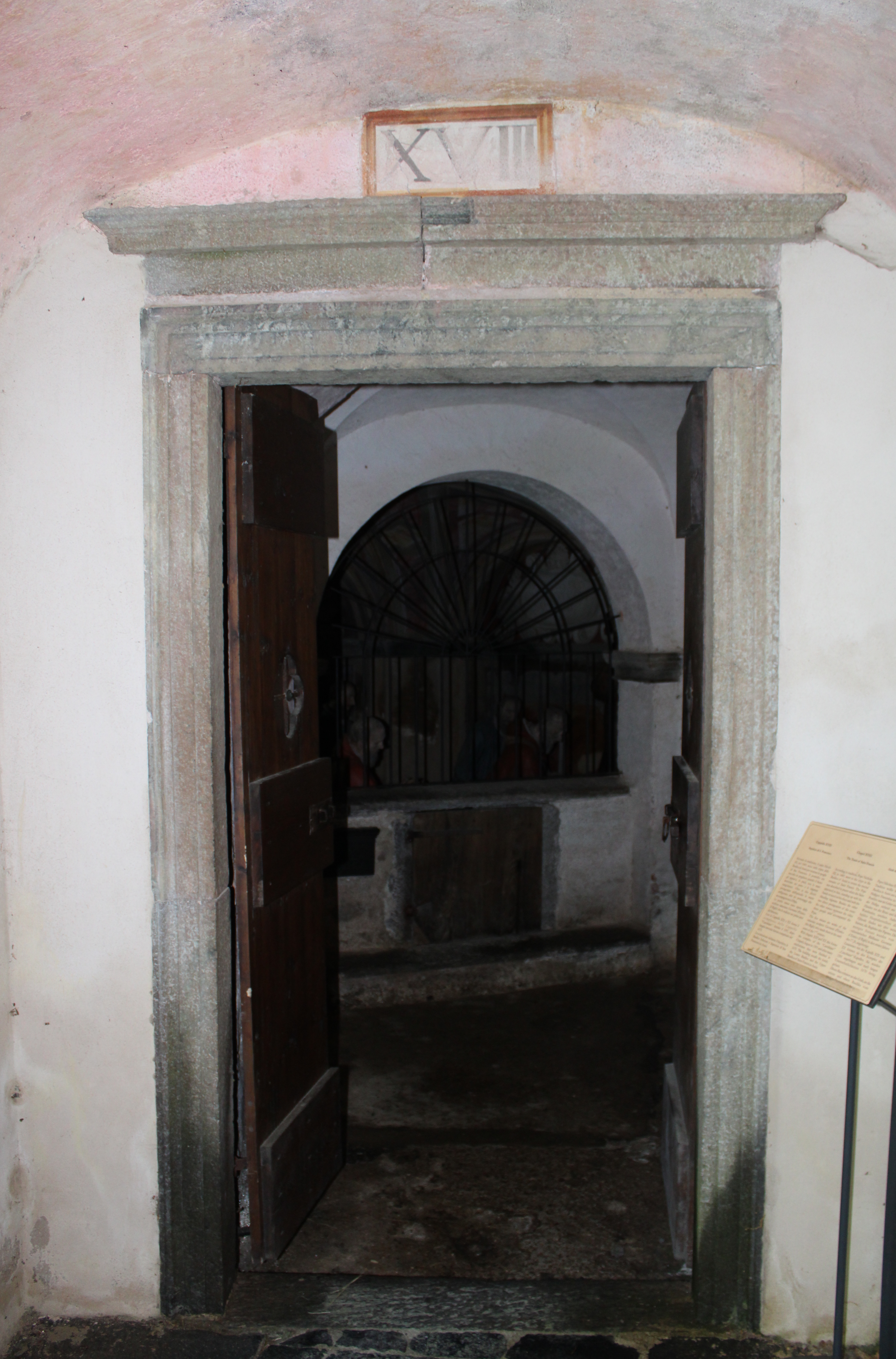
Chapelle XVIII.
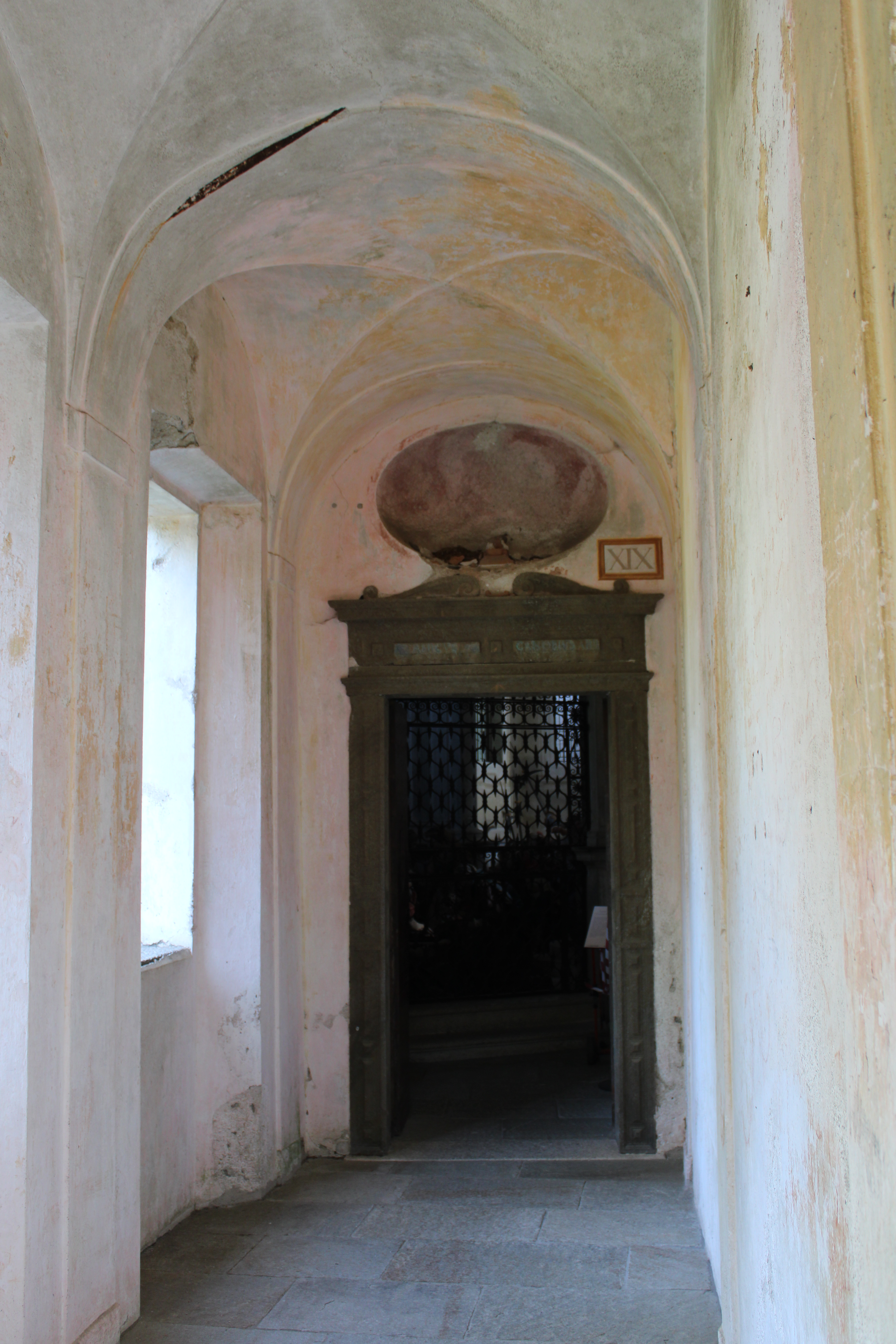
Chapelle XIX.
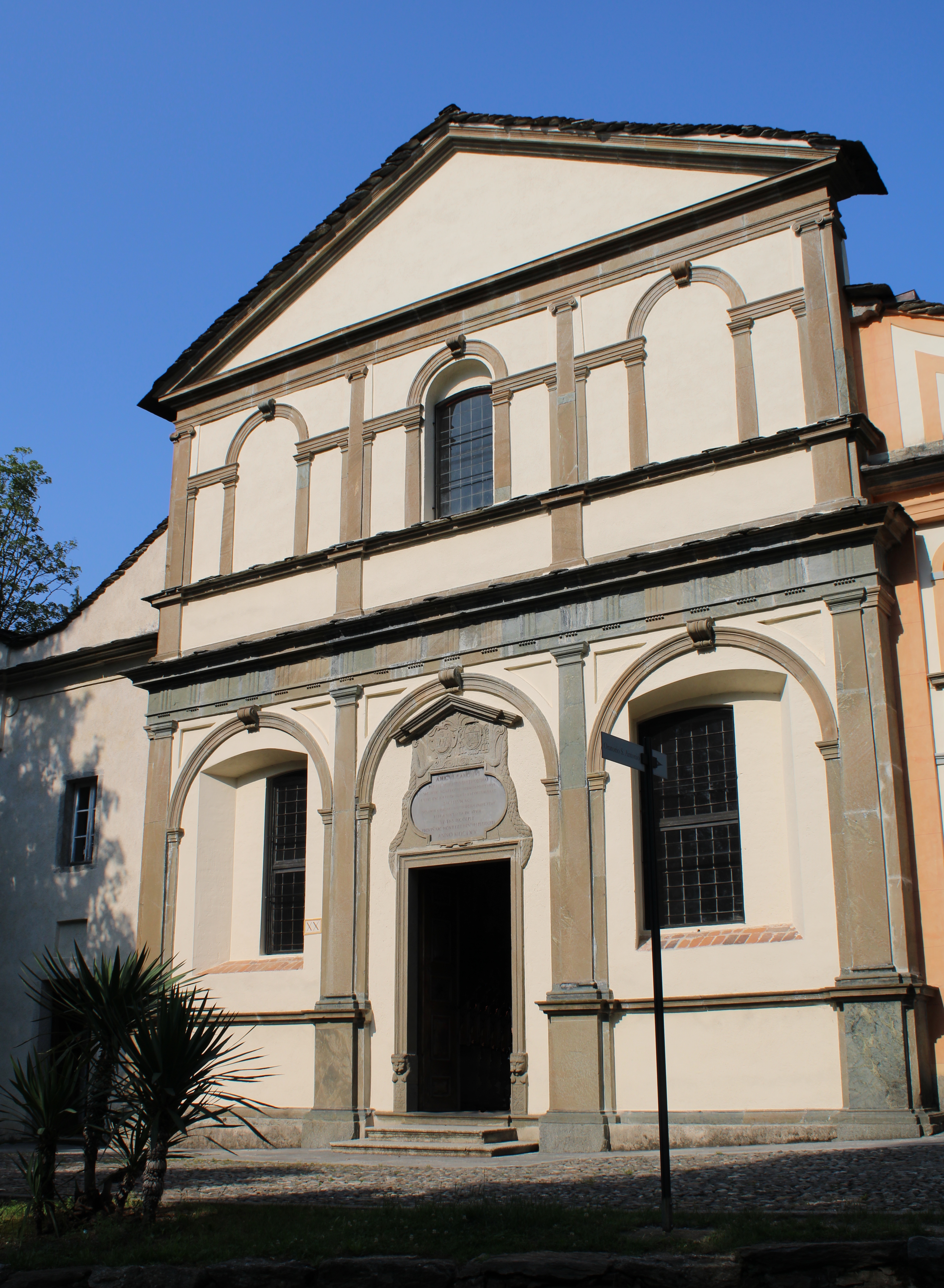
Chapelle XX.

### Quelques-unes des nombreuses sculptures en terre cuite

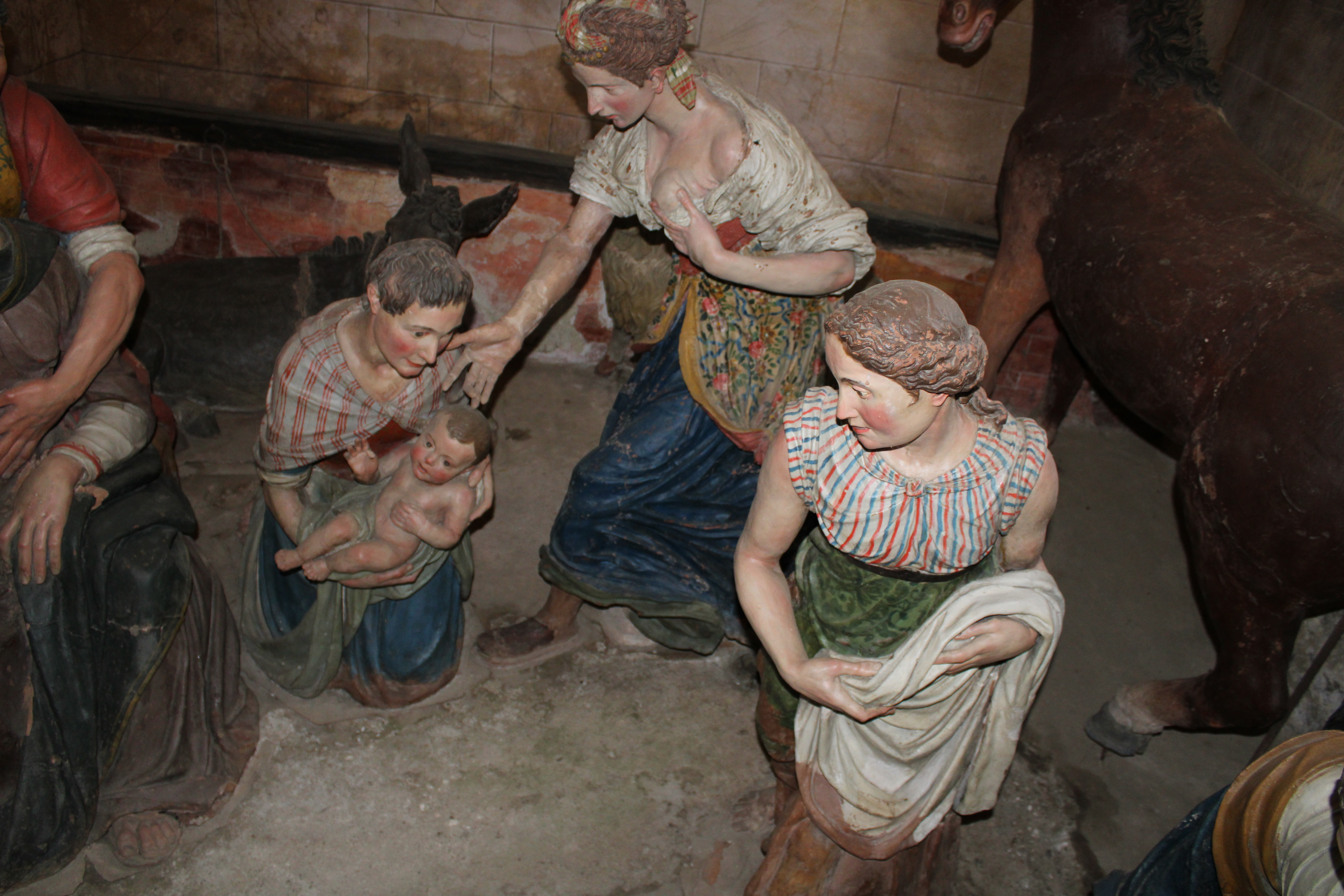
Chapelle I.
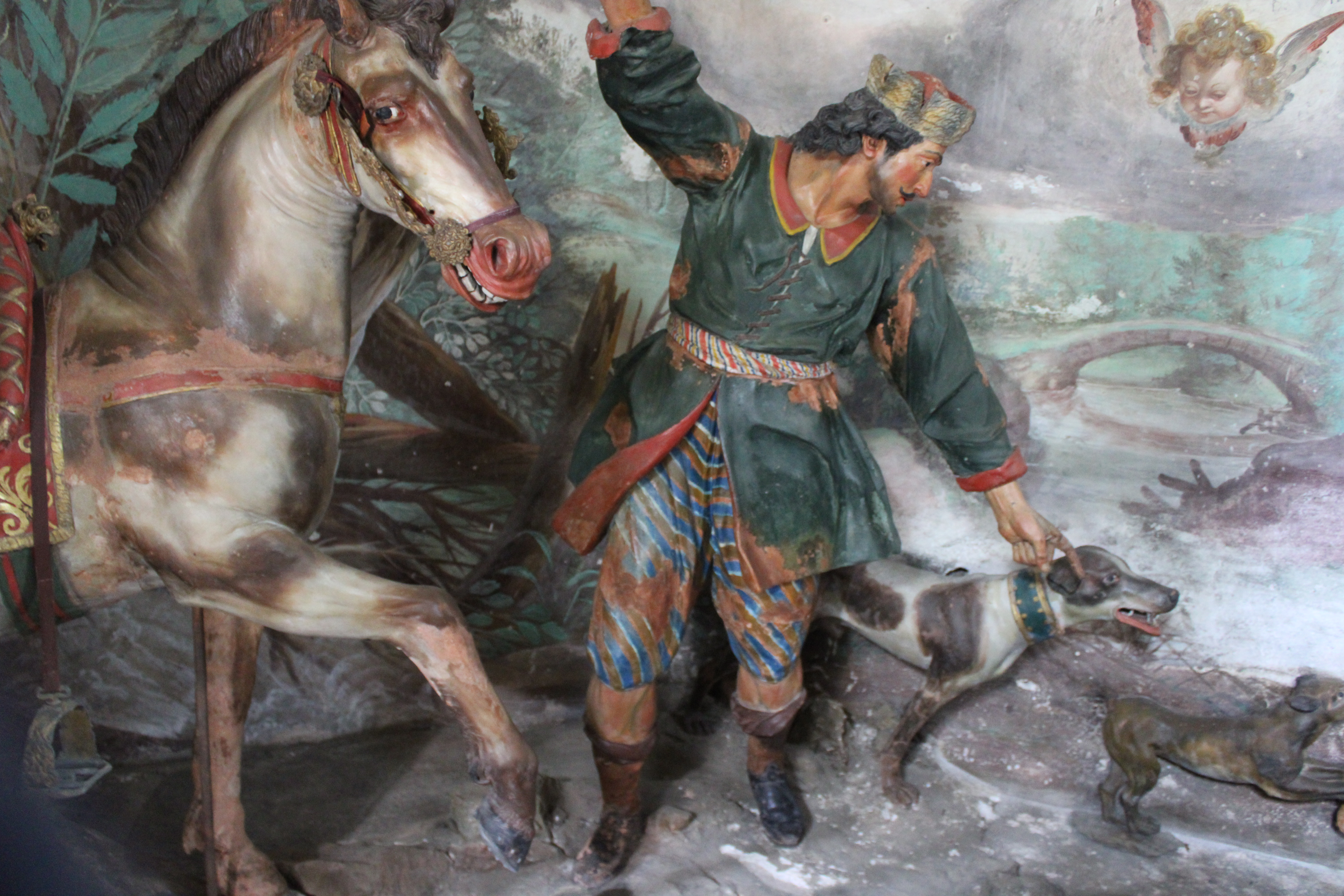
Chapelle II.
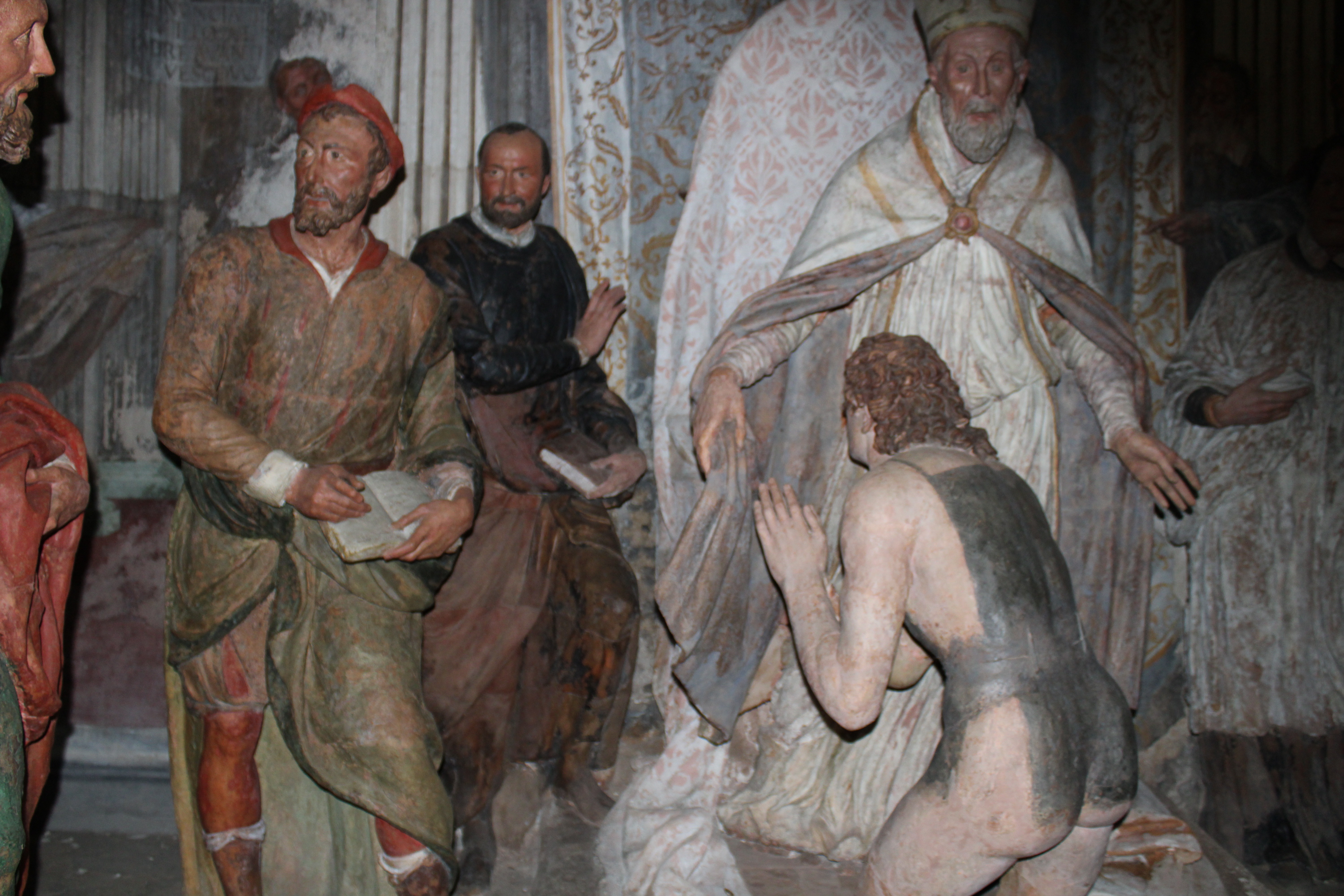
Chapelle III.
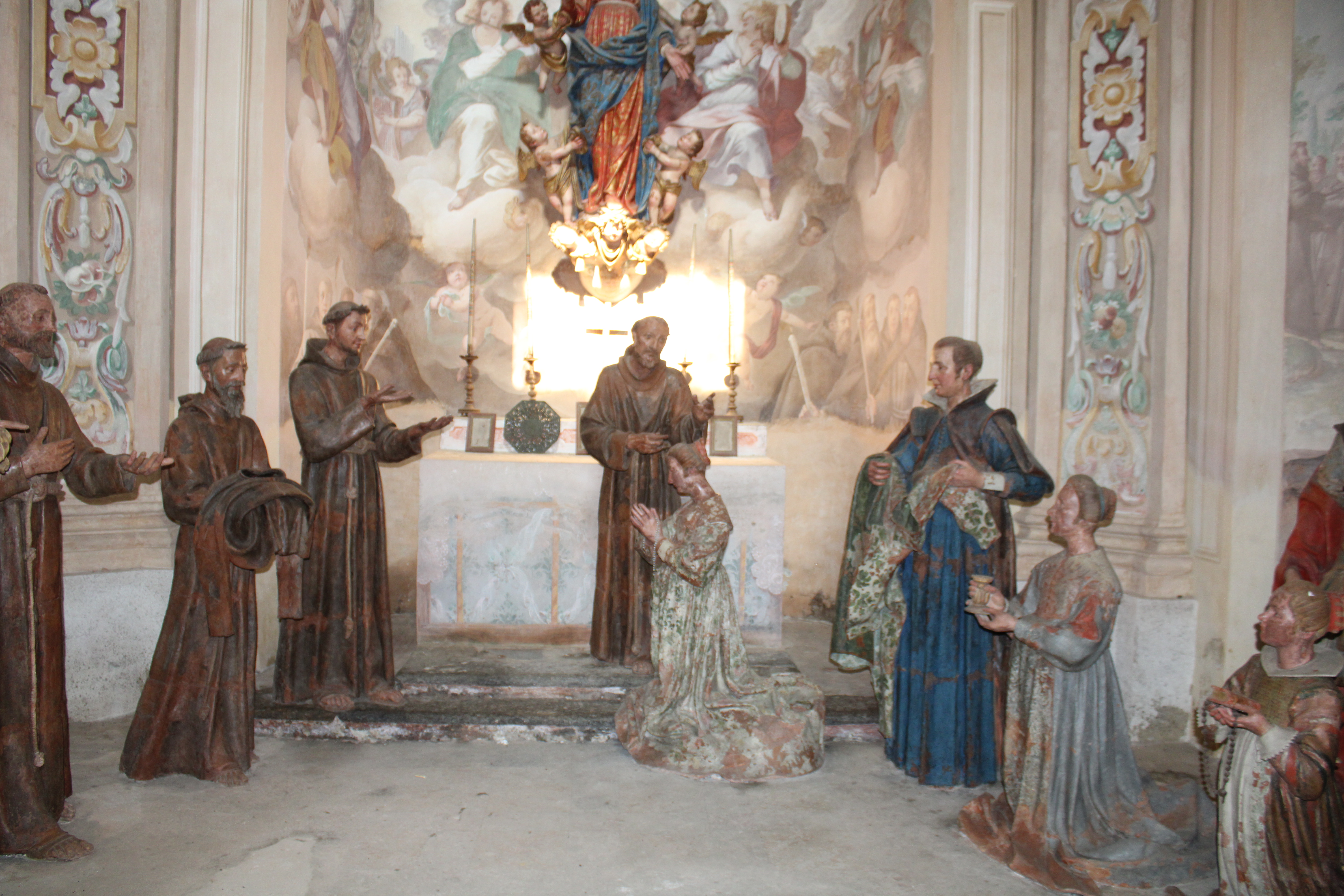
Chapelle IV.
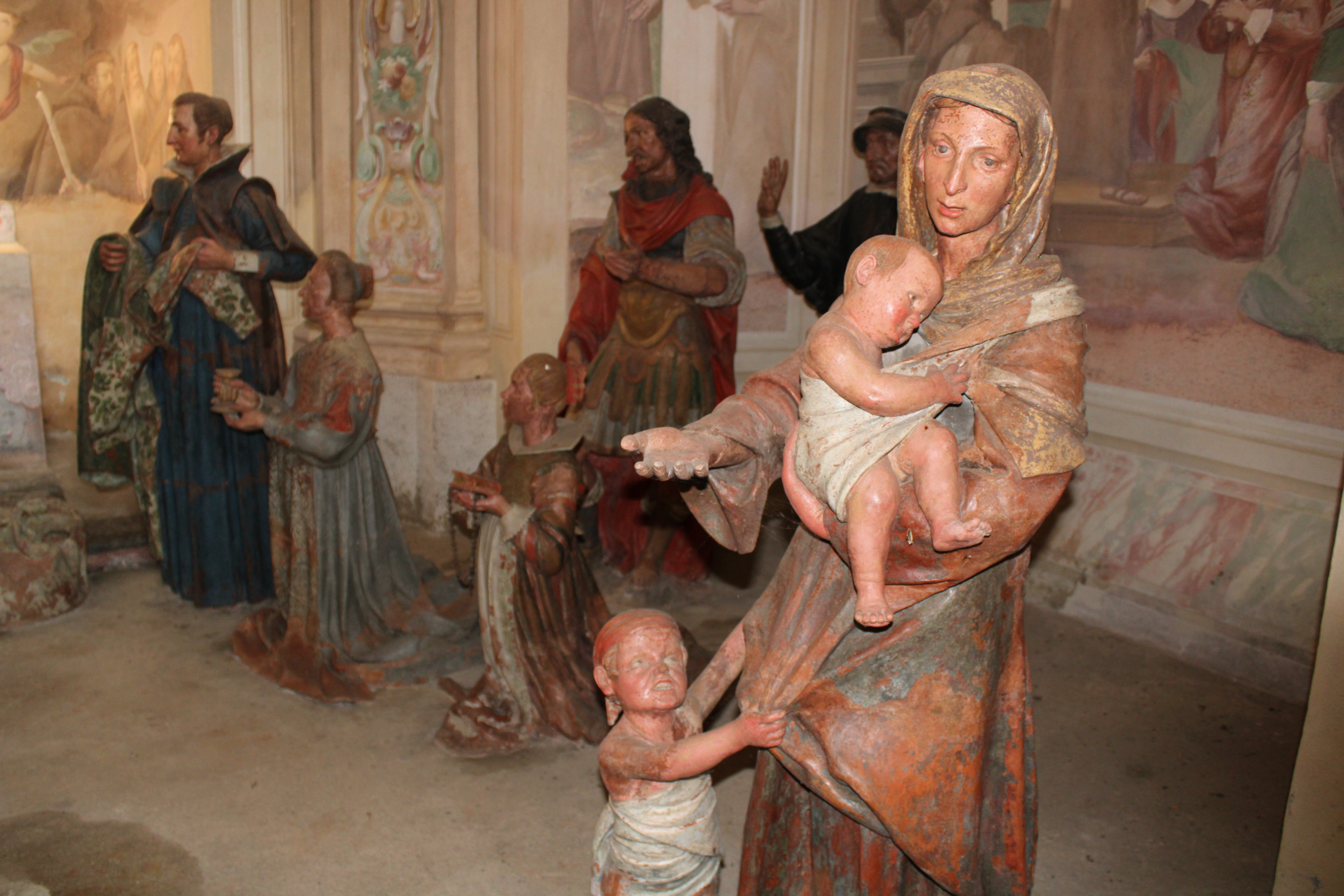
Chapelle V.
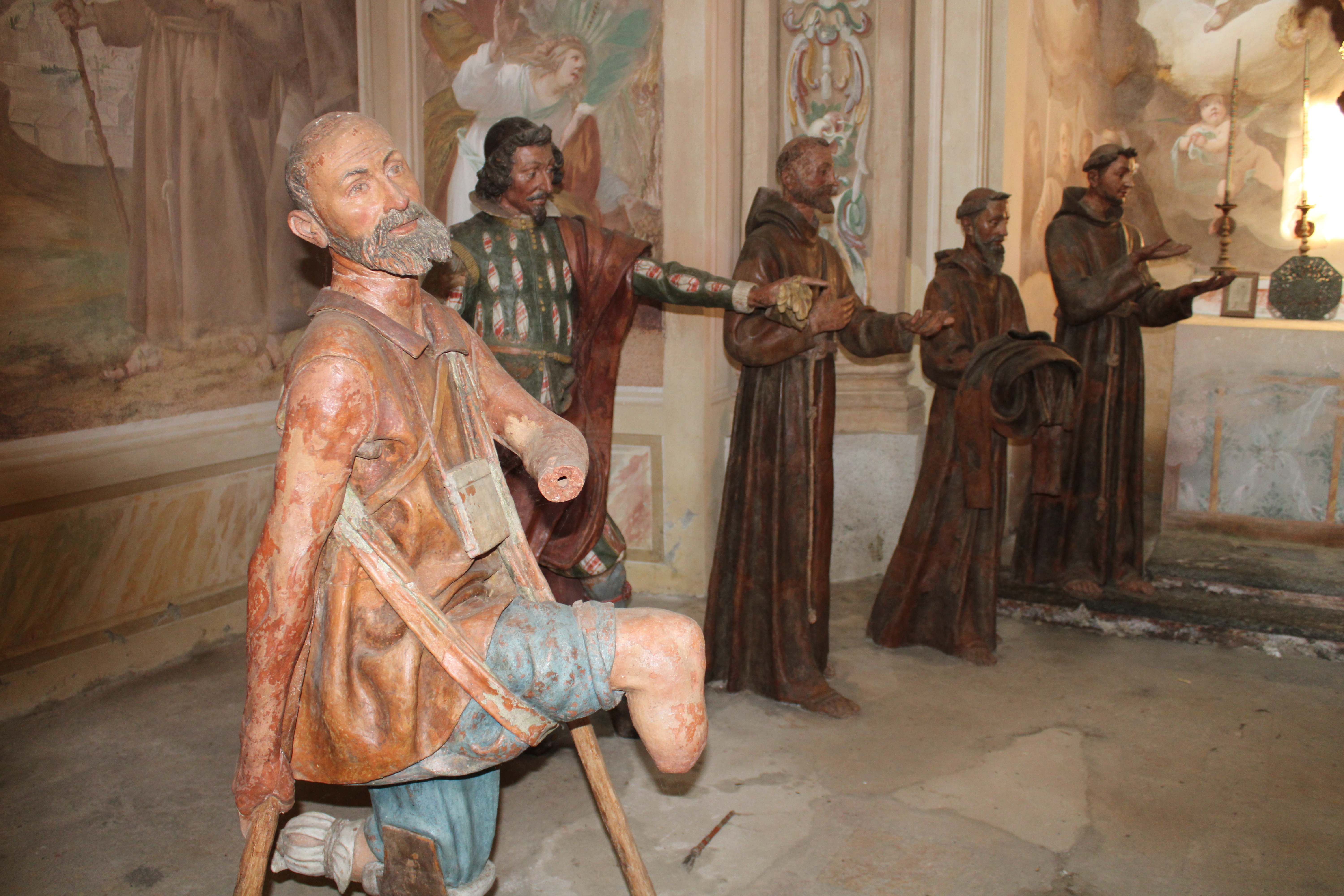
Chapelle VI.
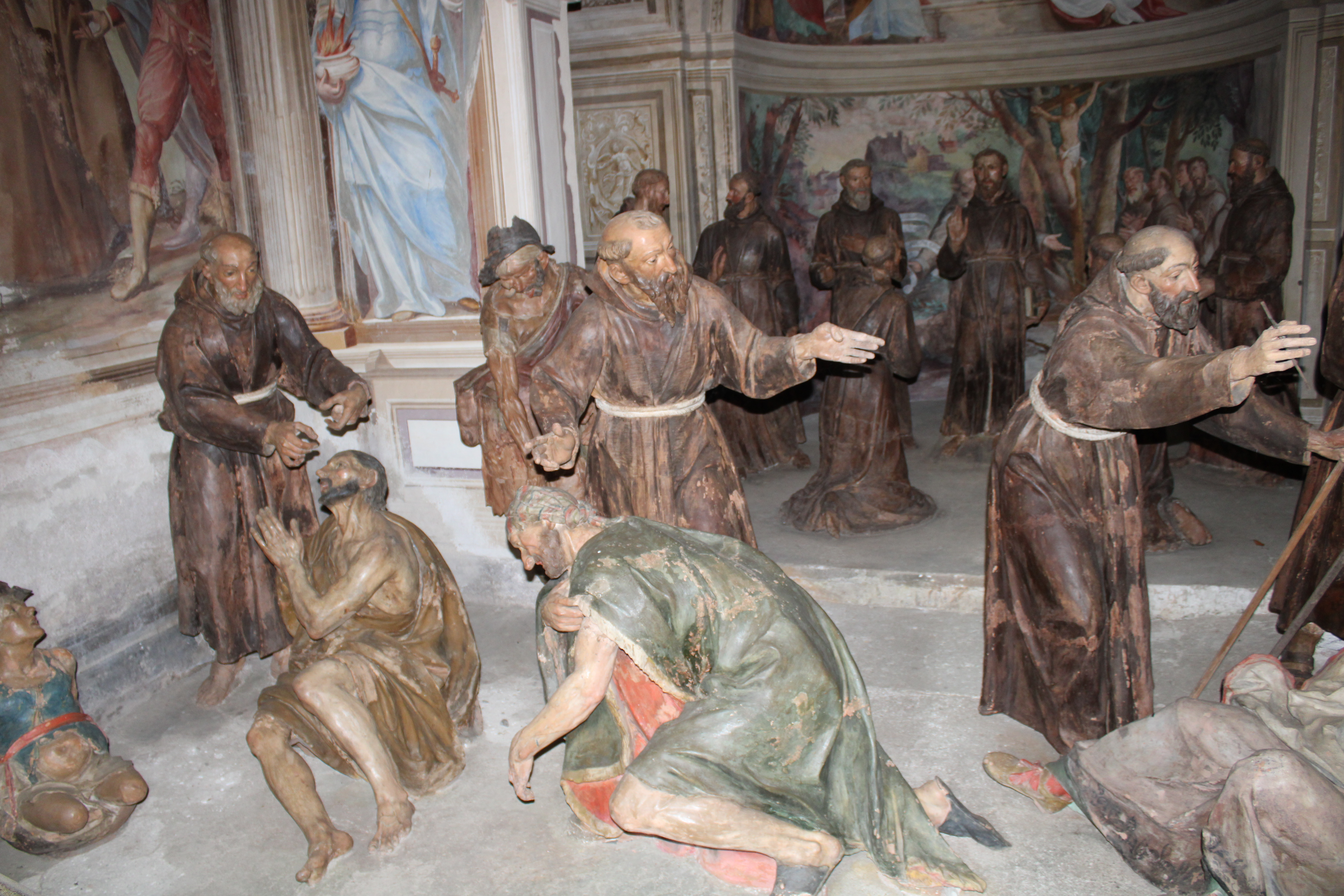
Chapelle VII.
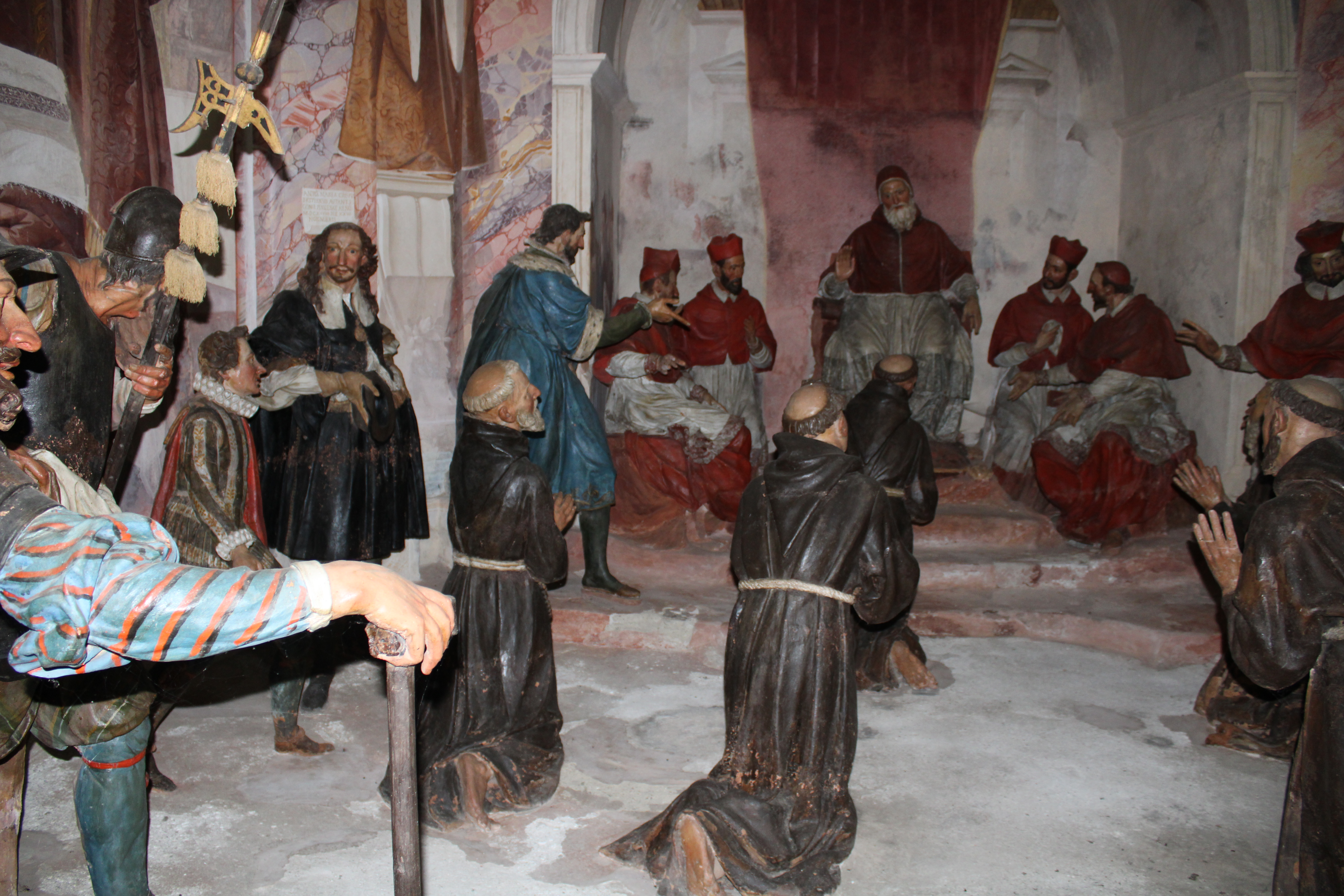
Chapelle VIII.
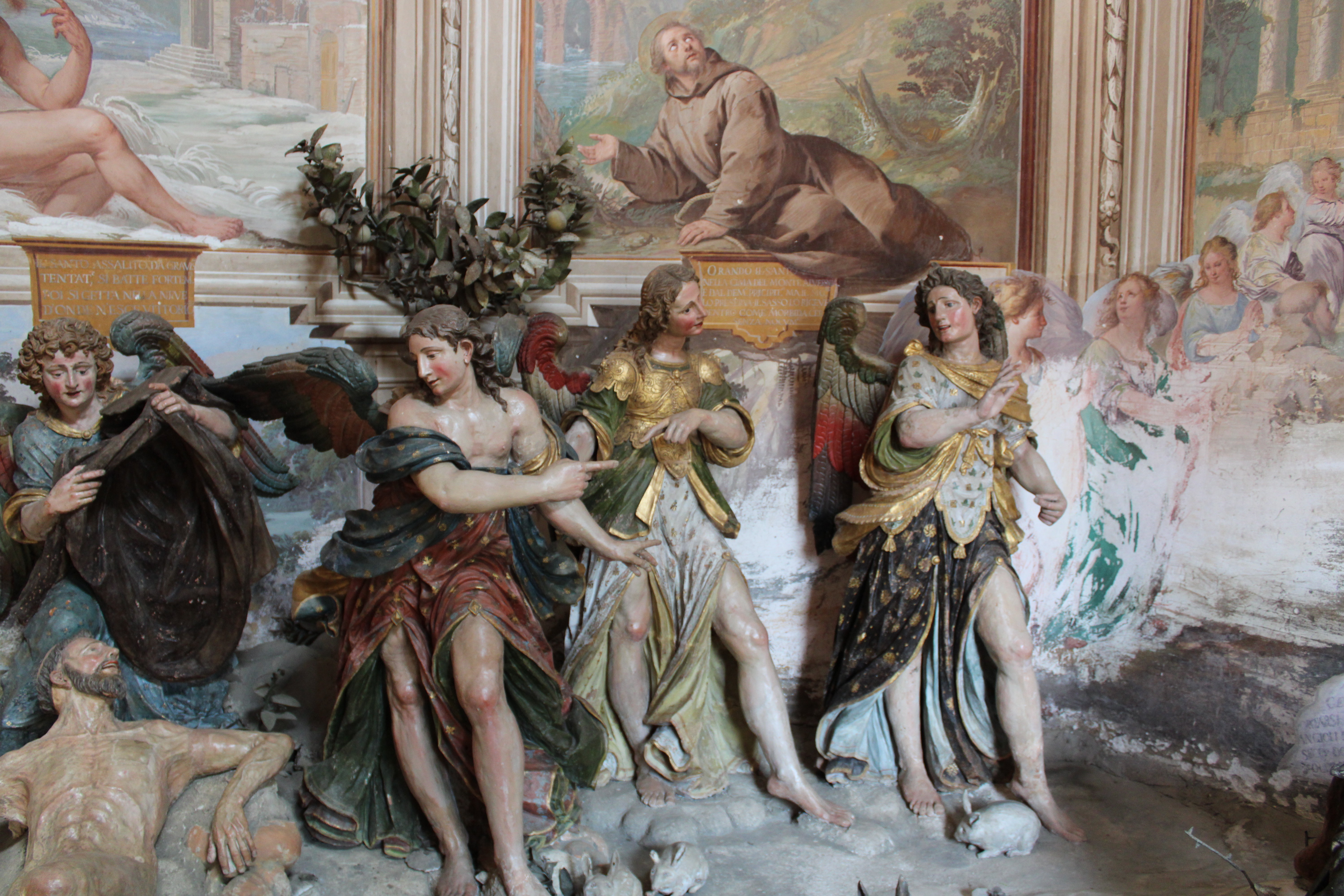
Chapelle IX.
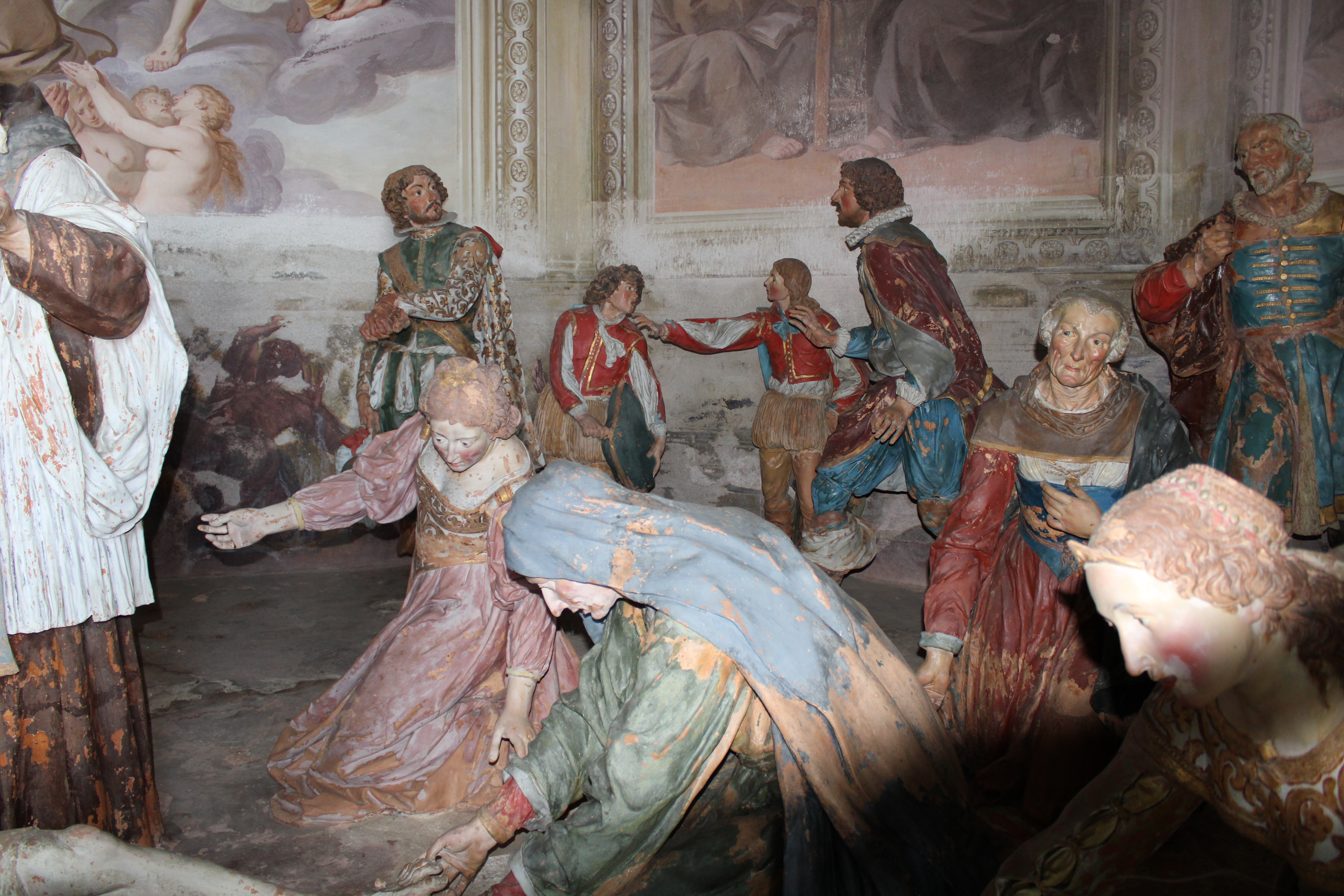
Chapelle X.
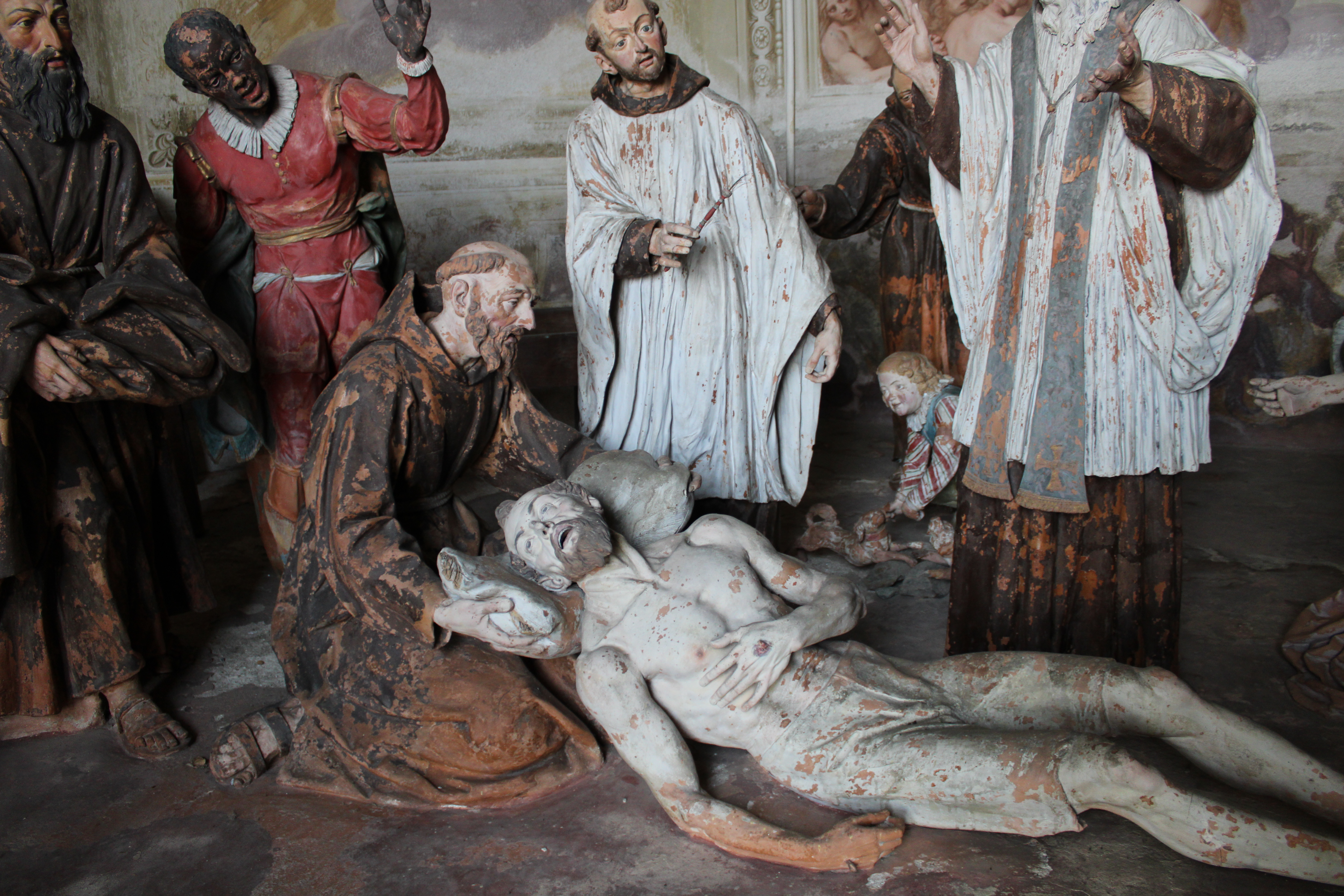
Chapelle XI.
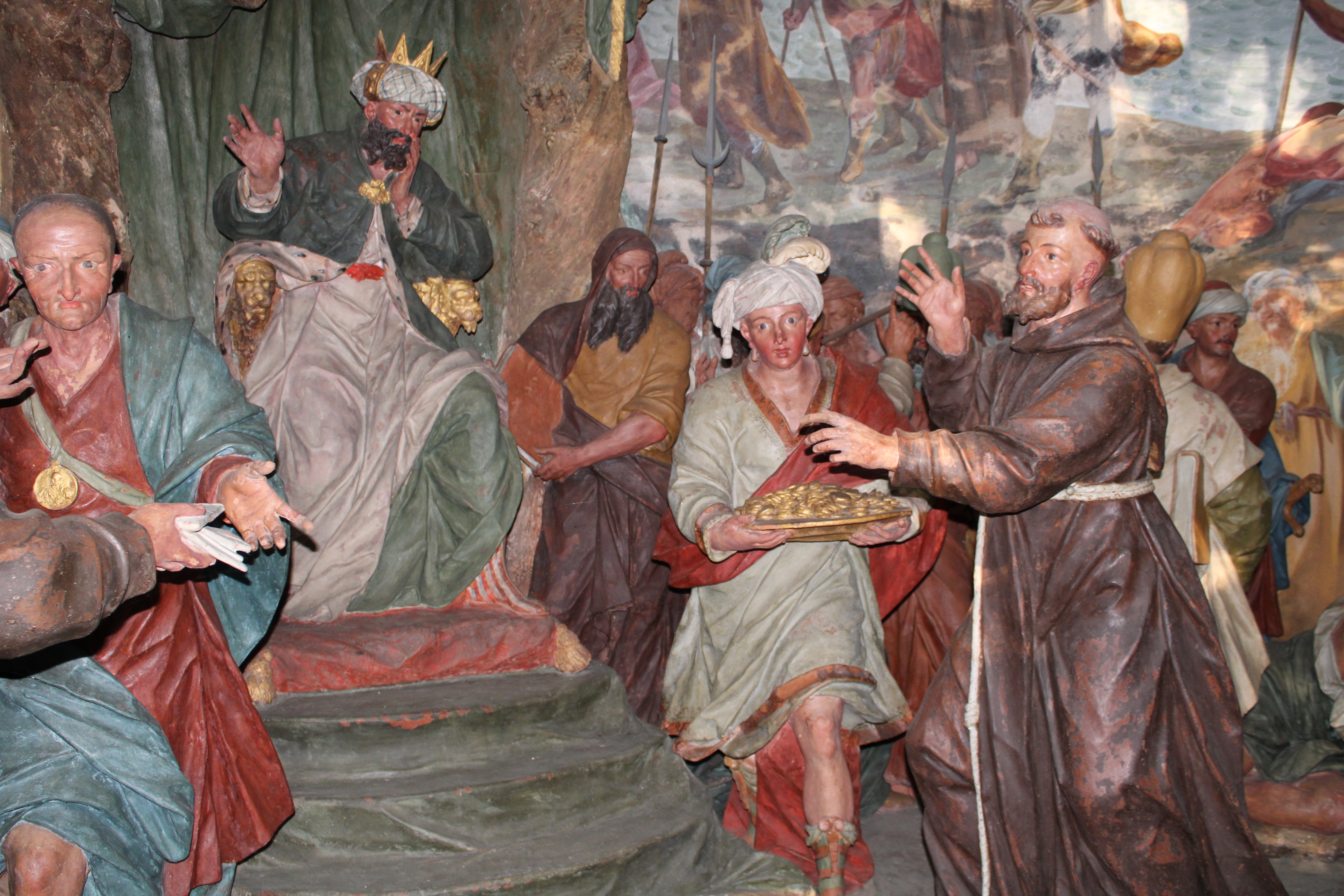
Chapelle XIV.
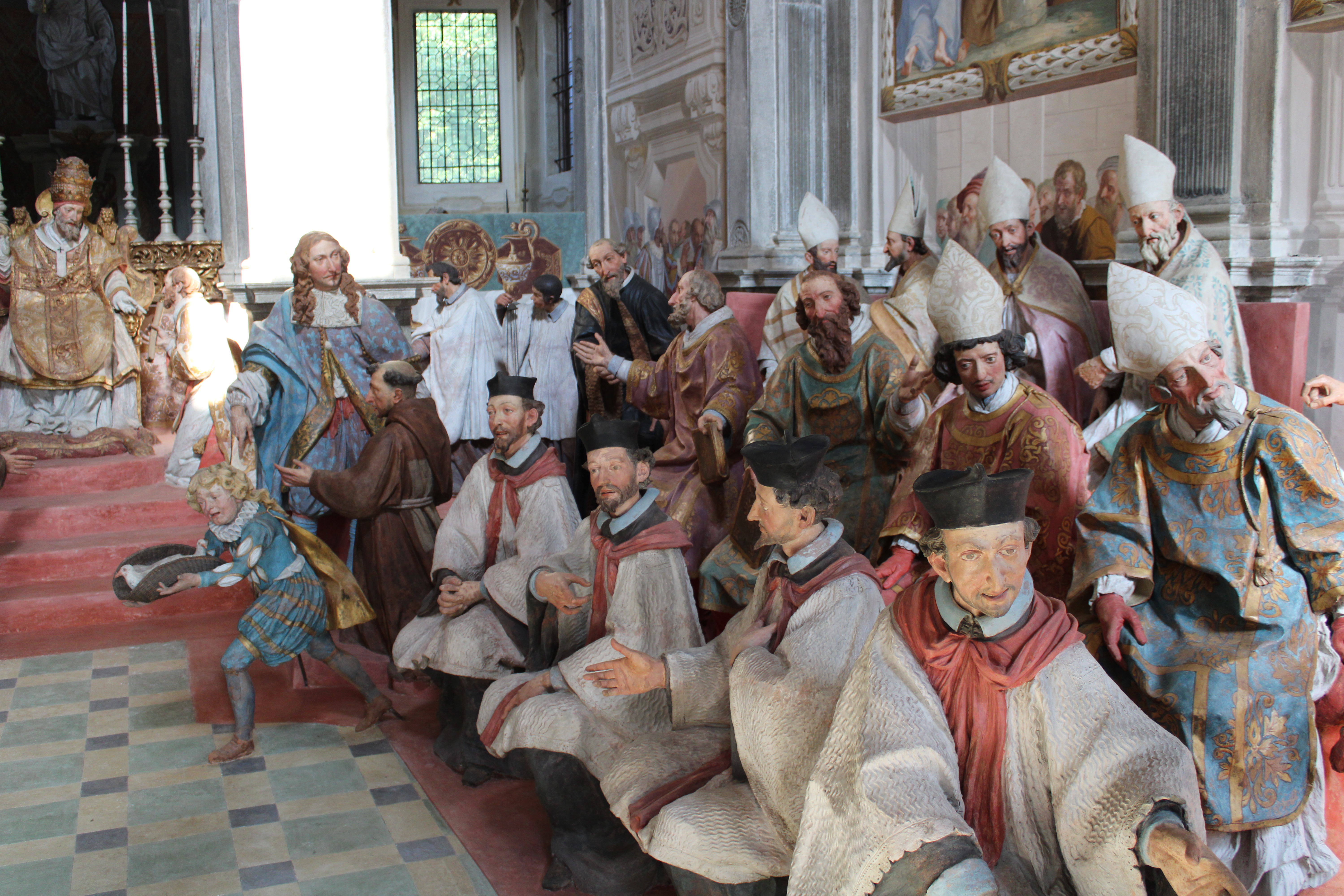
Chapelle XV.
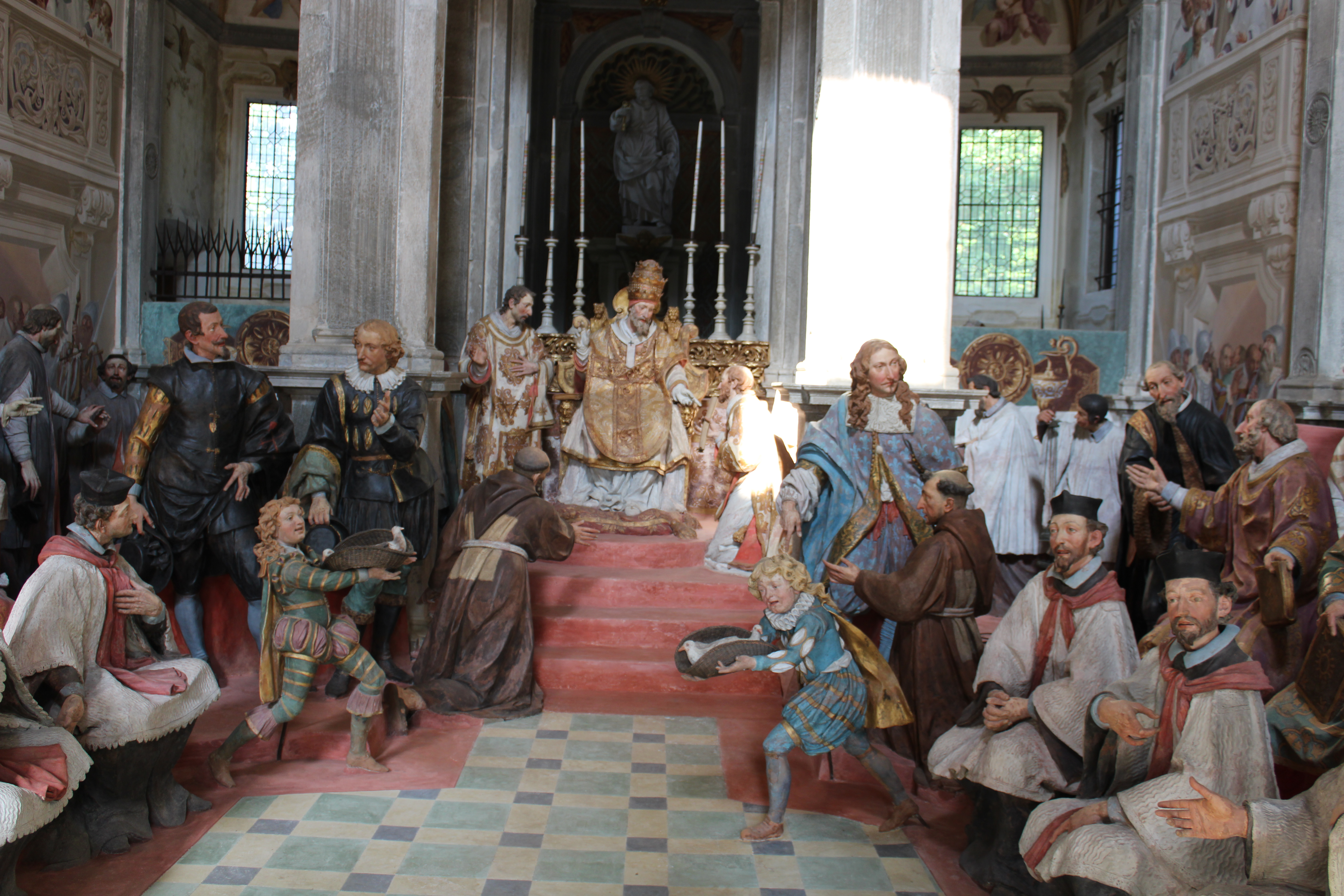
Chapelle XVIII.